# Blackpink
Blackpink (tiếng Hàn: 블랙핑크; Romaja: Beullaekpingkeu, cách điệu bằng việc viết hoa tất cả các chữ cái hoặc BLɅϽKPIИK) là một nhóm nhạc nữ Hàn Quốc do công ty YG Entertainment thành lập. Nhóm gồm 4 thành viên Jisoo, Jennie, Rosé và Lisa. Được nhiều ấn phẩm truyền thông mệnh danh là "nhóm nhạc nữ lớn nhất thế giới", Blackpink được công nhận là một trong những thế lực hàng đầu của làn sóng Hallyu cũng như là đại diện tiêu biểu cho concept “girl crush” trong K-pop – một phong cách đề cao sự tự tin bản thân và trao quyền cho phụ nữ.
Blackpink ra mắt vào tháng 8 năm 2016 với album đĩa đơn đầu tay Square One, bao gồm "Whistle" (bài hát đầu tiên của nhóm đứng đầu Circle Digital Chart của Hàn Quốc) và "Boombayah" (bài ca đầu tiên của nhóm đạt hạng nhất trên Billboard World Digital Songs của Hoa Kỳ). Ba tháng sau, họ phát hành thêm album đĩa đơn thứ hai mang tên Square Two, trong đó "Playing with Fire" trở thành ca khúc đầu tiên của một nhóm nhạc nữ Hàn Quốc lọt vào bảng xếp hạng Billboard Canadian Hot 100. Danh tiếng của Blackpink trong nước và quốc tế tiếp tục tăng vọt nhờ đĩa đơn "Ddu-Du Ddu-Du" (2018), ca khúc đầu tiên của một nhóm nhạc nữ Hàn Quốc lọt vào UK Singles Chart và được chứng nhận từ Hiệp hội Công nghiệp Ghi âm Hoa Kỳ (RIAA). Video âm nhạc (MV) của "Ddu-Du Ddu-Du" cũng là video đầu tiên của một nhóm nhạc Hàn Quốc vượt mốc 1 tỷ và sau đó là 2 tỷ lượt xem trên YouTube. Các MV tiếp theo "Kill This Love" (2019) và "How You Like That" (2020) lần lượt phá kỷ lục về số lượt xem nhiều nhất trong 24 giờ đầu tiên sau khi phát hành; riêng "How You Like That" không chỉ dẫn đầu Circle Digital Chart mà còn xác lập 5 kỷ lục Guinness thế giới.
Album phòng thu đầu tay của Blackpink The Album (2020) là album đầu tiên của một nghệ sĩ nữ ở Hàn Quốc bán được một triệu bản. Album kế tiếp của nhóm Born Pink trở thành album đầu tiên bán được hai triệu bản; đồng thời là album đầu tiên của một nhóm nhạc nữ đạt vị trí số 1 trên bảng xếp hạng Billboard 200 của Mỹ kể từ Danity Kane năm 2008 và cũng là album đầu tiên của một nhóm nhạc nữ Hàn Quốc đứng đầu cả Billboard 200 lẫn UK Albums Chart. Đĩa đơn mở đường của album "Pink Venom" (2022) là bài hát đầu tiên của một nhóm nhạc Hàn Quốc vươn lên vị trí quán quân trên ARIA Singles Chart của Úc và cũng là bài đầu tiên của một nhóm nhạc nữ dẫn đầu Billboard Global 200. Để quảng bá cho tác phẩm, Blackpink đã khởi động Born Pink World Tour (2022–23) – chuyến lưu diễn có doanh thu cao nhất lịch sử đối với một nhóm nhạc nữ và một nghệ sĩ châu Á. Bên cạnh đó, nhóm còn trở thành nghệ sĩ châu Á đầu tiên giữ vai trò trình diễn chính (headliner) tại lễ hội âm nhạc Coachella.
Với 40 tỷ lượt phát trực tuyến (stream) và 20 triệu đĩa được tiêu thụ trên toàn thế giới, Blackpink là một trong những nhóm nhạc nữ bán chạy nhất mọi thời đại. Họ sở hữu kênh YouTube của nghệ sĩ âm nhạc có lượng người đăng ký cao nhất và lượt xem nhiều nhất, đồng thời là nhóm nhạc nữ được theo dõi và stream nhiều nhất trên Spotify. Các giải thưởng mà Blackpink gặt hái được bao gồm nhiều giải Golden Disc Awards, giải MAMA, giải People’s Choice Awards và giải MTV Video Music Awards; đặc biệt họ là nhóm nhạc nữ đầu tiên trong thế kỷ 21 được xướng tên ở hạng mục Nhóm nhạc của năm tại MTV VMAs. Ngoài lĩnh vực âm nhạc, họ còn ký kết hợp đồng quảng bá với nhiều thương hiệu thuộc các ngành công nghiệp khác nhau và đưa thời trang trở thành một phần không thể thiếu trong hình ảnh công chúng của mình. Nhờ những hoạt động nâng cao nhận thức về biến đổi khí hậu, nhóm đã được phong tặng danh hiệu Thành viên danh dự của Huân chương Đế quốc Anh (MBE) vào năm 2023. Blackpink là nhóm nhạc nữ đầu tiên góp mặt trong danh sách 30 Under 30 Asia của Forbes và được tạp chí Time vinh danh là Nghệ sĩ giải trí của năm vào năm 2022. Nhóm nhiều lần đứng trong top đầu danh sách Forbes Korea Power Celebrity 40 và được cựu Tổng thống Hàn Quốc Moon Jae-in ghi nhận vì đã góp phần lan tỏa K-pop và văn hóa Hàn Quốc ra toàn cầu.

## Sự nghiệp

### 2010–2016: Quá trình phôi thai và các hoạt động trước khi ra mắt
Blackpink bắt đầu được hình thành vào năm 2010 khi công ty YG Entertainment tổ chức các buổi tuyển chọn trên toàn thế giới dành cho những ứng viên ở độ tuổi thiếu niên hoặc tiền thiếu niên nhằm chuẩn bị thành lập một nhóm nhạc nữ mới, sau khi hãng này đã ra mắt nhóm nữ chủ lực đầu tiên 2NE1 vào năm trước. Theo chia sẻ của các thành viên, quá trình trở thành thực tập sinh của công ty giống như ghi danh vào một học viện đào tạo ngôi sao nhạc pop toàn thời gian. Jennie mô tả trải nghiệm nói trên là "nghiêm khắc hơn cả trường học", còn Rosé thì ví nó như chương trình The X Factor nhưng có kèm thêm khu ký túc xá. Đối với các thành viên từ bỏ cuộc sống bên ngoài Hàn Quốc để dấn thân vào con đường này, cường độ luyện tập dày đặc cộng với cú sốc văn hóa là những thử thách đặc biệt khó khăn. Công tác chuẩn bị cho màn ra mắt của Blackpink thực chất đã bắt đầu từ năm 2011 – khi vào ngày 14 tháng 11 năm 2011, YG tiết lộ rằng nhóm nhạc nữ mới của họ sẽ ra mắt vào nửa đầu năm 2012 và dự kiến có ít nhất bảy thành viên. Hệ quả là đã xuất hiện hàng loạt bài báo và tin đồn xoay quanh việc ra mắt bị trì hoãn, mặc dầu công ty chưa từng đưa ra bất kỳ thông tin chính thức nào. Mãi cho tới ngày 18 tháng 5 năm 2016, YG mới xác nhận rằng nhóm nữ mới sẽ chính thức ra mắt vào tháng 7, đồng thời cho biết các thành viên được chọn đã trải qua nhiều năm cạnh tranh khốc liệt. Sau đó, công ty cũng xác nhận Jang Hanna và Moon Sua – hai thực tập sinh từng được công chúng biết đến là ứng viên tiềm năng của nhóm nữ mới – đã không có tên trong đội hình cuối cùng.
Jennie, rapper chính kiêm giọng ca dẫn của nhóm, là thành viên đầu tiên được công bố vào ngày 1 tháng 6 năm 2016. Cô gia nhập YG Entertainment với tư cách thực tập sinh vào năm 2010 sau khi từ New Zealand trở về Hàn Quốc. Jennie lần đầu tiên được giới thiệu với công chúng vào ngày 10 tháng 4 năm 2012 qua một bức ảnh trên trang web của YG Entertainment với tiêu đề "Who's that girl?" (Cô gái ấy là ai?). Kể từ đấy, cô tiếp tục được quảng bá như một thành viên tiềm năng của nhóm nhạc nữ mới thông qua nhiều dự án hợp tác: đóng vai chính trong MV "That XX" (2012) nằm trong EP One of a Kind của G-Dragon, lần lượt góp giọng trong các ca khúc "Black" (2013) từ album Coup d'Etat của G-Dragon và "Special" (2013) từ album First Love của Lee Hi. Lisa, rapper chính và vũ công chính của nhóm, được công bố là thành viên thứ hai vào ngày 8 tháng 6 năm 2016. Cô là người duy nhất trong số 4.000 thí sinh vượt qua buổi tuyển chọn năm 2010 của YG Entertainment tại quê nhà Thái Lan và trở thành thực tập sinh ngoại quốc đầu tiên của công ty vào năm 2011. Lisa được giới thiệu lần đầu vào tháng 5 năm 2012 qua một video có tiêu đề "Who's that girl???" được đăng tải trên kênh YouTube của YG Entertainment. Cô từng xuất hiện trong MV "Ringa Linga" (2013) của Taeyang. Ngoài ra, Lisa còn trở thành gương mặt đại diện cho thương hiệu thời trang đường phố Nona9on vào năm 2015 và thương hiệu mỹ phẩm Moonshot vào năm 2016.
Jisoo, giọng ca dẫn của nhóm, là thành viên thứ ba được công bố vào ngày 15 tháng 6 năm 2016. Cô gia nhập YG Entertainment với tư cách thực tập sinh vào tháng 7 năm 2011 và trong những năm trước khi ra mắt đã xuất hiện trong nhiều quảng cáo và video âm nhạc (MV), bao gồm MV "Spoiler + Happy Ending" (2014) từ album Shoebox của Epik High và "I'm Different" (2014) của Hi Suhyun. Ngoài ra, Jisoo cũng từng đóng vai khách mời trong bộ phim truyền hình Hậu trường giải trí (2015). Rosé, giọng ca dẫn kiêm vũ công chính của nhóm, là thành viên cuối cùng được công bố vào ngày 22 tháng 6 năm 2016. Cô xếp hạng nhất trong số 700 thí sinh tại buổi thử giọng của YG Entertainment tổ chức ở Úc vào năm 2012, sau đó ký hợp đồng thực tập với công ty và chuyển đến Seoul để bắt đầu quá trình đào tạo. Trước khi ra mắt công chúng, Rosé đã góp giọng trong ca khúc "Without You" (2012) nằm trong EP One of a Kind của G-Dragon, khi ấy cô được ghi danh là "? from YG New Girl Group" (Một thành viên giấu tên thuộc nhóm nhạc nữ mới của YG).

Biểu trưng chính thức của Blackpink

Vào ngày 29 tháng 6, YG Entertainment xác nhận rằng nhóm nhạc nữ mới sẽ chỉ có bốn thành viên thay vì chín thành viên như kế hoạch ban đầu, đồng thời công bố tên chính thức của nhóm là Blackpink. Theo lời một đại diện công ty, tên gọi Blackpink có ý nghĩa "xinh đẹp không phải là tất cả" và tượng trưng cho việc "họ là một tập thể không chỉ sở hữu nhan sắc mà còn có tài năng vượt trội". Về sau, Jisoo tiết lộ trong một buổi họp báo rằng một số tên nhóm khác từng được cân nhắc trước đó gồm Pink Punk, Baby Monster và Magnum. Ngày 6 tháng 7, Blackpink tung ra video luyện tập vũ đạo đầu tiên và video này thu hút nhiều sự chú ý từ công chúng. Đến ngày 29 tháng 7, YG Entertainment xác nhận rằng Blackpink sẽ chính thức ra mắt vào ngày 8 tháng 8 năm 2016.

### 2016–2017: Ra mắt, nổi danh nhanh chóng và thành công thương mại

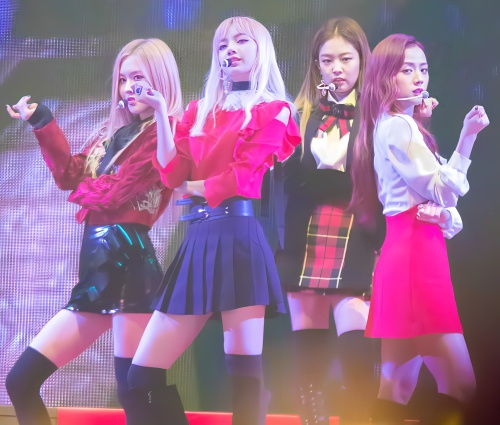
Blackpink trình diễn "Playing with Fire" tại lễ trao giải Melon Music Awards 2016 vào ngày 19 tháng 11 năm 2016

Các hoạt động lăng xê cho màn ra mắt của nhóm bắt đầu từ tuần đầu tiên của tháng 8 năm 2016 với việc phát hành loạt hình ảnh teaser, video và quảng cáo. Là nhóm nhạc nữ đầu tiên ra mắt dưới trướng YG Entertainment sau bảy năm, Blackpink trình làng album đĩa đơn đầu tay mang tên Square One vào ngày 8 tháng 8 năm 2016, bao gồm "Boombayah" và "Whistle". Hai bài ca này lần lượt đứng hạng 1 và 2 trên bảng xếp hạng Billboard World Digital Song Sales, biến Blackpink trở thành nghệ sĩ đạt được thành tích này nhanh nhất và là nghệ sĩ thứ ba của YG cùng lúc nắm giữ cả hai vị trí cao nhất sau Psy và Big Bang. Ngay khi phát hành, "Whistle" nhanh chóng càn quét tất cả các bảng xếp hạng nhạc số Hàn Quốc và ra mắt ở vị trí quán quân trên Gaon Digital Chart. Buổi trình diễn trên show âm nhạc đầu tiên của Blackpink được phát sóng vào ngày 14 tháng 8 năm 2016 trên chương trình Inkigayo của SBS. Nhóm giành cúp hạng nhất (first place) chỉ sau 14 ngày kể từ khi ra mắt. Blackpink khép lại đợt quảng bá cho Square One vào ngày 11 tháng 9 năm 2016 với chiến thắng thứ hai trên Inkigayo.
Ngày 1 tháng 11 năm 2016, Blackpink phát hành album đĩa đơn thứ hai mang tên Square Two, bao gồm "Playing with Fire" và "Stay". Nhóm bắt đầu quảng bá cho album này trên Inkigayo vào ngày 6 tháng 11 và trên M Countdown của Mnet vào ngày 10 tháng 11. "Playing with Fire" trở thành đĩa đơn thứ hai của Blackpink vươn lên vị trí quán quân trên Billboard World Digital Song Sales và cũng là bài hát đầu tiên của một nhóm nhạc nữ K-pop ghi tên mình vào bảng xếp hạng Billboard Canadian Hot 100. Tại Hàn Quốc, "Playing with Fire" đạt vị trí thứ ba trên Gaon Digital Chart, trong khi "Stay" cũng lọt vào top 10. Thành công thương mại chỉ trong năm tháng đầu hoạt động đã mang về cho Blackpink nhiều giải thưởng tân binh tại các lễ trao giải âm nhạc lớn cuối năm ở Hàn Quốc bao gồm Asia Artist Awards, Melon Music Awards, Golden Disc Awards, Seoul Music Awards, và Gaon Chart Music Awards. Ngoài ra, Billboard còn vinh danh Blackpink là một trong những nhóm nhạc K-pop mới xuất sắc nhất năm 2016.

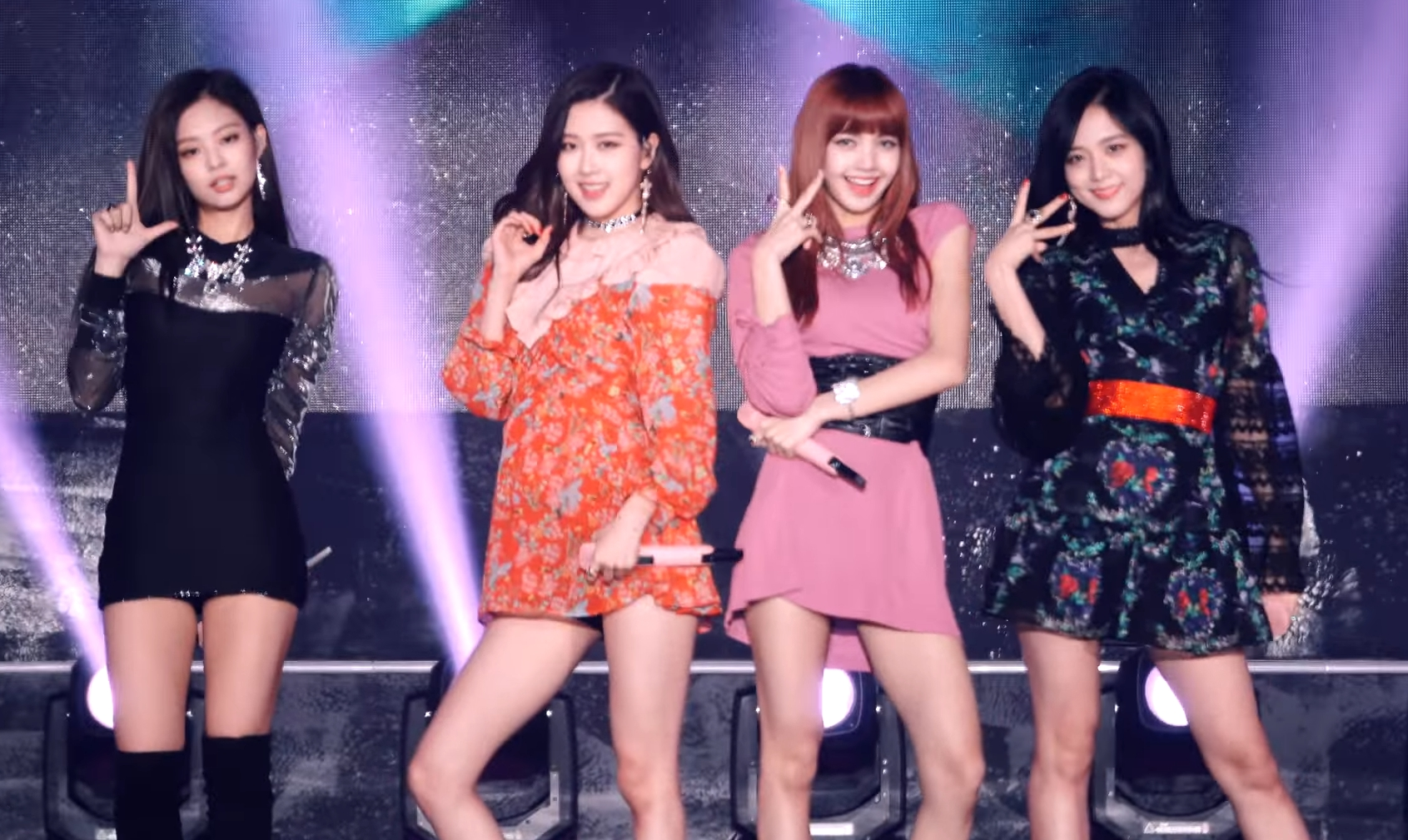
Blackpink biểu diễn "As If It's Your Last" tại Liên hoan Âm nhạc Hàn Quốc diễn ra vào ngày 1 tháng 10 năm 2017

Vào ngày 17 tháng 1 năm 2017, Blackpink chính thức công bố tên fandom của mình là "Blink" – một từ ghép giữa "black" (đen) và "pink" (hồng). Ngày 22 tháng 6, nhóm phát hành đĩa đơn kỹ thuật số độc lập đầu tiên mang tên "As If It's Your Last". Theo lời Jisoo, ca khúc ấy đánh dấu bước chuyển hướng về màu sắc âm nhạc so với những sản phẩm lần trước vốn thiên về concept "black" mạnh mẽ và dữ dội; lần này nhóm theo đuổi concept "pink" tươi sáng và dễ thương hơn. Bài hát vươn lên vị trí thứ 3 trên Gaon Digital Chart và thứ 13 trên Billboard Bubbling Under Hot 100 – trở thành ca khúc đầu tiên của Blackpink lọt vào bảng xếp hạng này. Chỉ một ngày sau khi phát hành, "As If It's Your Last" ra mắt ở vị trí số 1 trên Billboard World Digital Song Sales, đánh dấu đĩa đơn thứ ba của nhóm đứng đầu bảng xếp hạng này. Video âm nhạc của ca khúc sau đó đã phá kỷ lục về số lượt thích cao nhất đối với một MV của nhóm nhạc nữ Hàn Quốc trên YouTube, đồng thời là MV của một nhóm nhạc K-pop có lượt xem cao nhất trong 24 giờ đầu tiên phát hành tính đến thời điểm đó.
Vào ngày 20 tháng 7 năm 2017, Blackpink tổ chức một buổi showcase tại Nippon Budokan ở Tokyo. Sự kiện thu hút hơn 14.000 khán giả tham dự, trong khi có tới 200.000 người cố gắng mua vé. Họ chính thức ra mắt thị trường Nhật Bản vào ngày 30 tháng 8 năm 2017 bằng việc phát hành đĩa mở rộng (EP) cùng tên nhóm, bao gồm phiên bản tiếng Nhật của những đĩa đơn trước đó. EP đã ra mắt và đạt vị trí quán quân trên bảng xếp hạng Oricon Albums Chart, qua đó giúp Blackpink trở thành nghệ sĩ nước ngoài thứ ba trong lịch sử đạt được thành tích này ngay từ sản phẩm đầu tay tại xứ sở Phù Tang. Cũng trong năm 2017, "As If It's Your Last" của Blackpink lọt Top 25 bài hát mùa hè toàn cầu của YouTube (YouTube's Global Top 25 Songs of the Summer).

### 2018–2019: Bước đột phá quốc tế và chuyến lưu diễn thế giới đầu tiên
Vào ngày 6 tháng 1 năm 2018, Blackpink phát hành tập đầu tiên trong chương trình thực tế đầu tiên của nhóm mang tên Blackpink House. Chương trình gồm 12 tập, được phát sóng xuyên suốt năm 2018, theo chân bốn thành viên trải qua kỳ nghỉ kéo dài 100 ngày sau khi họ chuyển vào ký túc xá mới. Chương trình được chiếu thông qua kênh V Live và YouTube chính thức của nhóm. Vào ngày 28 tháng 3, Blackpink tái phát hành EP tiếng Nhật đầu tay của mình với tựa đề Re:Blackpink. Phiên bản kỹ thuật số vẫn giữ nguyên danh sách bài hát như bản gốc, trong khi phiên bản vật lý đi kèm một DVD chứa tất cả các MV của nhóm và sáu bài hát bằng tiếng Hàn.

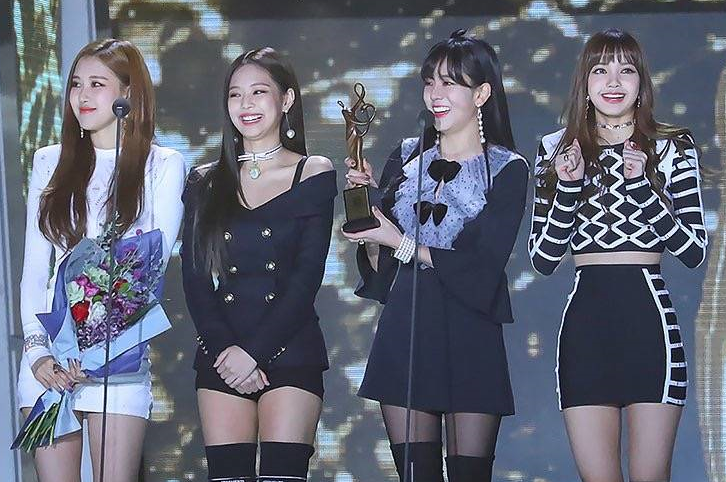
Blackpink tại lễ trao giải Seoul Music Awards năm 2018

Vào ngày 15 tháng 6 năm 2018, Blackpink tung ra EP tiếng Hàn đầu tiên của mình mang tên Square Up. Tại Hàn Quốc, EP ra mắt ở vị trí số một trên Gaon Album Chart và được Hiệp hội Nội dung Âm nhạc Hàn Quốc (KMCA) chứng nhận bạch kim nhờ doanh số tiêu thụ đạt 250.000 bản. Square Up đánh dấu lần đầu tiên họ góp mặt vào Billboard 200 và là album có thứ hạng cao nhất trên bảng xếp hạng này của một nhóm nhạc nữ Hàn Quốc tại thời điểm ấy khi ra mắt ở vị trí thứ 40. EP còn dẫn đầu bảng xếp hạng Billboard World Albums, cũng như giúp Blackpink trở thành nhóm nhạc nữ Hàn Quốc đầu tiên đứng thứ nhất trên bảng xếp hạng Billboard Emerging Artists. Đĩa đơn mở đường "Ddu-Du Ddu-Du" đạt vị trí quán quân trên Gaon Digital Chart, trong khi "Forever Young" giữ vị trí thứ hai; Cả hai bài nhạc đều được KMCA chứng nhận bạch kim do vượt mốc 2.500.000 lượt tải xuống và 100.000.000 lượt phát trực tuyến (stream) ở quê nhà. Tại Hoa Kỳ, "Ddu-Du Ddu-Du" ra mắt ở vị trí thứ 55 trên Billboard Hot 100, trở thành bài hát có thứ hạng cao nhất của một nhóm nhạc nữ Hàn Quốc ở Mỹ lúc bấy giờ, vượt qua kỷ lục trước đấy do "Nobody" của Wonder Girls xác lập năm 2009. Đây cũng là lần đầu tiên một nhóm nhạc nữ Hàn Quốc ghi tên mình vào bảng xếp hạng Streaming Songs khi xếp thứ 39. Ca khúc được Hiệp hội Công nghiệp Ghi âm Hoa Kỳ (RIAA) chứng nhận vàng vào tháng 8 năm 2019, biến Blackpink trở thành nhóm nữ Hàn Quốc đầu tiên nhận được chứng nhận đó ở Mỹ. Tại Vương quốc Anh, "Ddu-Du Ddu-Du" ra mắt ở vị trí thứ 78 trên UK Singles Chart, đưa Blackpink trở thành nhóm nhạc nữ Hàn Quốc đầu tiên xuất hiện trên bảng xếp hạng này. Theo số liệu chính thức từ YouTube, MV "Ddu-Du Ddu-Du" đã thu hút 36,2 triệu lượt xem trong 24 giờ đầu tiên sau khi phát hành, trở thành video trực tuyến được xem nhiều nhất trong 24 giờ đầu tiên đối với một nghệ sĩ Hàn Quốc và là video âm nhạc có lượt xem cao thứ hai mọi thời đại trong 24 giờ đầu tiên vào thời điểm đó. Khúc ca này trở thành MV được xem nhiều nhất của một nhóm nhạc Hàn Quốc vào tháng 1 năm 2019 và là MV của một nhóm K-pop đầu tiên vượt mốc 1 tỷ lượt xem vào tháng 11 năm 2019, rồi vượt mốc 2 tỷ lượt xem vào tháng 1 năm 2023. Chung cuộc, "Ddu-Du Ddu-Du" được Gallup Korea bầu chọn là Gallup Korea's Song of the Year trong cuộc khảo sát thường niên năm 2018.

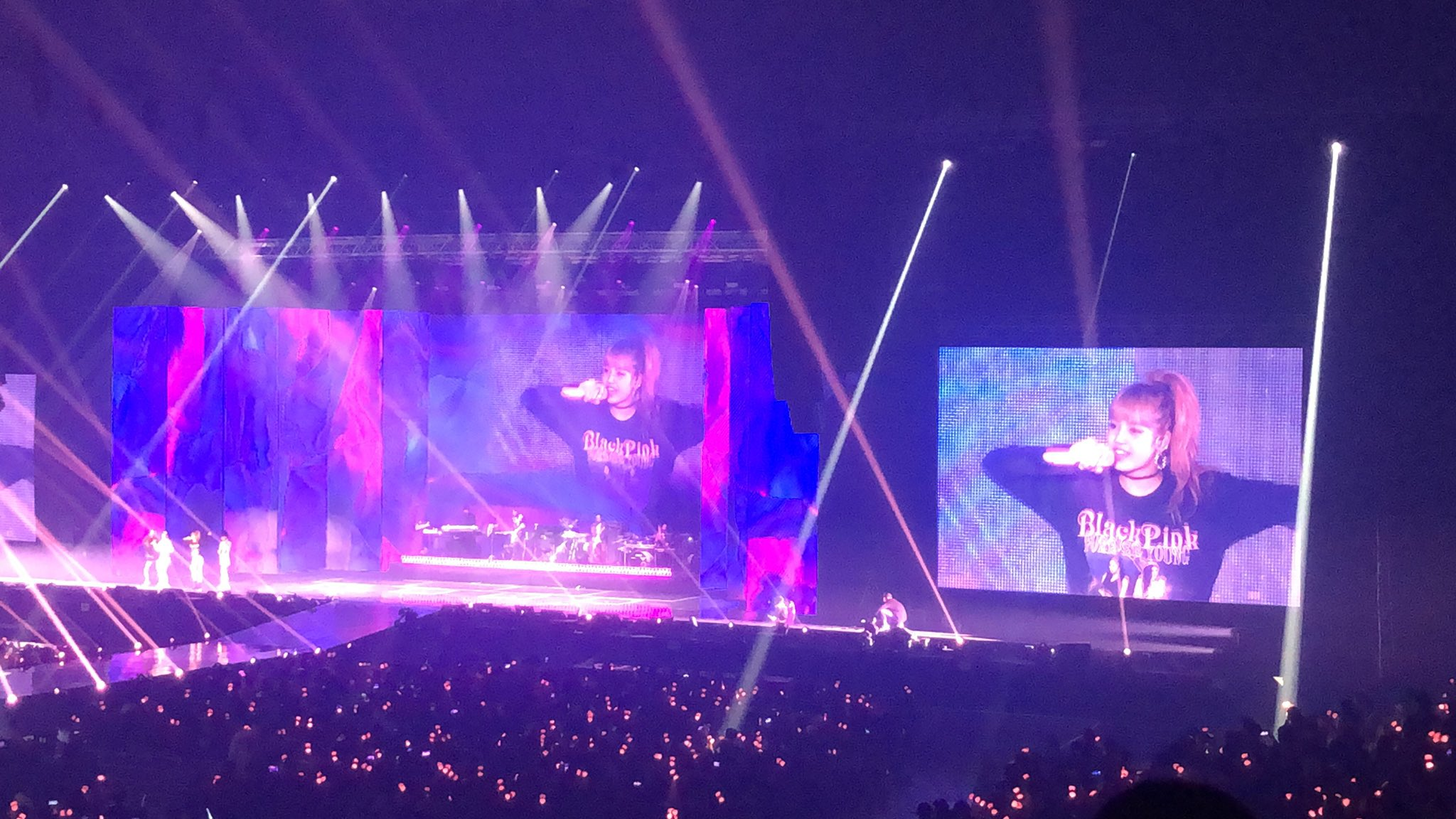
Đám đông khán giả tại buổi hòa nhạc của Blackpink ở Seoul trong khuôn khổ chuyến lưu diễn In Your Area Tour năm 2018

Blackpink khởi động chuyến lưu diễn Nhật Bản đầu tiên mang tên Blackpink Arena Tour 2018 với hai đêm diễn cháy vé tại Osaka từ ngày 24 đến 25 tháng 7 nhằm quảng bá EP tiếng Nhật của nhóm. Tour ban đầu được lên kế hoạch với 6 buổi diễn tại Osaka, Fukuoka và Chiba, nhưng sau đó đã bổ sung thêm một buổi diễn ở Chiba do nhu cầu quá lớn từ người hâm mộ. Kế đến, đêm diễn chốt hạ vào ngày 24 tháng 12 tại Kyocera Dome Osaka cũng được bổ sung như một món quà Giáng sinh dành cho fan, nơi Blackpink trình diễn trước một khán đài chật kín với 5 vạn khán giả. Ngày 12 tháng 9, nhóm thông báo sẽ tổ chức buổi hòa nhạc (concert) đầu tiên tại Seoul mang tên Blackpink 2018 Tour [In Your Area] Seoul x BC Card tại Nhà thi đấu Thể dục dụng cụ Olympic. Buổi hòa nhạc trên là đêm mở màn cho chuyến lưu diễn In Your Area World Tour kéo dài xuyên suốt năm 2019 và đầu năm 2020 đi qua Bắc Mỹ, châu Âu, châu Đại Dương và châu Á. Khi kết thúc, đây đã trở thành tour diễn có doanh thu cao nhất của một nhóm nhạc nữ Hàn Quốc.
Ngày 19 tháng 10 năm 2018, nữ ca sĩ người Anh Dua Lipa phát hành "Kiss and Make Up" hợp tác với Blackpink – một ca khúc mới nằm trong phiên bản tái phát hành của album đầu tay mang tên chính Lipa. "Kiss and Make Up" trở thành bài hát thứ hai của họ xuất hiện trên UK Singles Chart khi đứng thứ 36, qua đó giúp Blackpink trở thành nhóm nữ Hàn Quốc đầu tiên lọt top 40 của bảng xếp hạng này. Ca khúc cũng ra mắt ở hạng 93 trên Billboard Hot 100, đánh dấu lần thứ hai Blackpink xuất hiện trên bảng xếp hạng này và khiến họ trở thành nhóm nhạc nữ Hàn Quốc duy nhất có nhiều hơn một bản hit lọt vào Hot 100. "Kiss and Make Up" được Hiệp hội Công nghiệp Ghi âm Anh (BPI) chứng nhận bạc, đánh dấu lần đầu tiên một nhóm nhạc Hàn Quốc nhận được chứng nhận này tại Anh. Đây cũng là nhạc phẩm đầu tiên của một nhóm Hàn Quốc được Hiệp hội Công nghiệp Ghi âm Úc (ARIA) chứng nhận bạch kim. Ngày 23 tháng 10, bộ tứ ký hợp đồng với Interscope Records trong khuôn khổ hợp tác toàn cầu giữa hãng đĩa Mỹ và YG Entertainment; theo đó Interscope và Universal Music Group sẽ phụ trách công tác đại diện cho nhóm bên ngoài khu vực châu Á. Tháng 11 năm 2018, Blackpink công bố thêm các show diễn bổ sung cho In Your Area World Tour, được tổ chức tại nhiều địa điểm trải dài khắp châu Á từ tháng 1 đến tháng 3 năm 2019. Ngày 11 tháng 11, Jennie ra mắt solo với đĩa đơn "Solo" tại buổi hòa nhạc của Blackpink ở Seoul; cả bài hát lẫn MV chính thức được phát hành vào ngày hôm sau. Album phòng thu tiếng Nhật đầu tiên của nhóm có nhan đề Blackpink in Your Area, được phát hành dưới định dạng kỹ thuật số vào ngày 23 tháng 11 và đĩa vật lý vào ngày 5 tháng 12. Đĩa nhạc bao gồm phiên bản tiếng Nhật của tất cả ca khúc đã phát hành trước đây của nhóm và ra mắt ở vị trí thứ 9 trên Oricon Albums Chart.

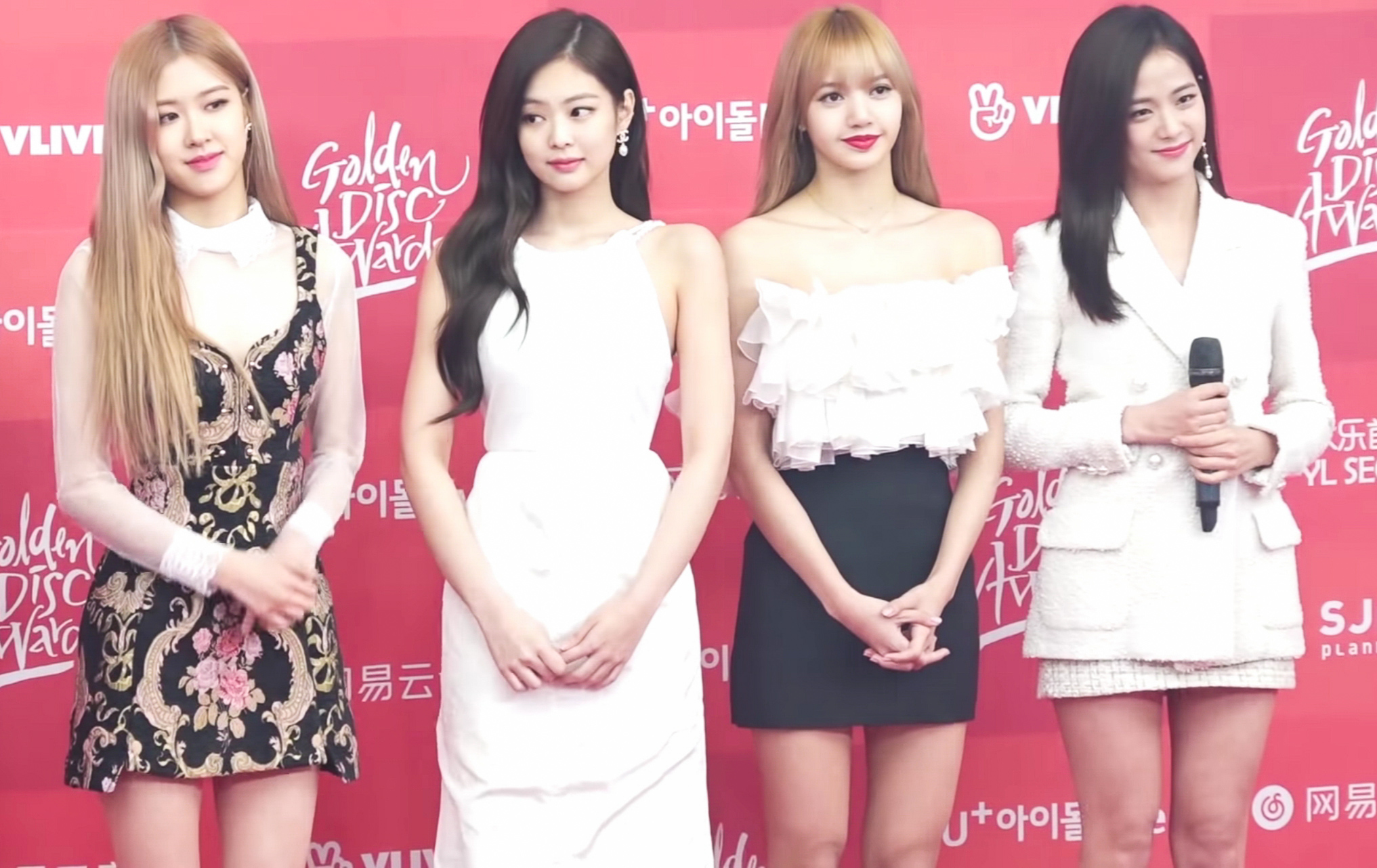
Blackpink tại lễ trao giải Golden Disc Awards lần thứ 33 vào tháng 1 năm 2019

Blackpink có màn ra mắt thị trường Mỹ tại sự kiện Grammy Artist Showcase 2019 của Universal Music Group – một sự kiện chỉ dành cho khách mời – diễn ra tại The ROW ở Downtown Los Angeles vào ngày 9 tháng 2 năm 2019. Ngay sau đó, nhóm xuất hiện trên một số chương trình truyền hình Mỹ như The Late Show with Stephen Colbert và Good Morning America. Đến tháng 3, họ trở thành nhóm nữ K-pop đầu tiên xuất hiện trên trang bìa tạp chí Billboard. Blackpink phát hành EP thứ ba mang tên Kill This Love vào ngày 5 tháng 4 năm 2019 bên cạnh đĩa đơn chủ đạo cùng tên. Tại Hàn Quốc, EP ra mắt ở vị trí thứ 3 trên Gaon Album Chart và được KMCA chứng nhận 2× bạch kim vì đã tiêu thụ được 500.000 bản. Trong khi đó, ca khúc chủ đề "Kill This Love" đạt vị trí á quân trên Gaon Digital Chart và được chứng nhận bạch kim do vượt mốc 100.000.000 lượt stream trong nước. EP Kill This Love ra mắt ở vị trí thứ 24 trên Billboard 200 còn bài ca cùng tên thì đứng thứ 41 trên Billboard Hot 100, trở thành album và ca khúc của nhóm nữ Hàn Quốc có thứ hạng cao nhất trên cả hai bảng xếp hạng chính của Billboard tính đến thời điểm đó. Đây là album thứ hai của Blackpink đứng đầu Billboard World Albums. MV của bài hát phá kỷ lục video được xem nhiều nhất trong 24 giờ trên YouTube, thu hút 56,7 triệu lượt xem trong khoảng thời gian ấy. Mặt khác, "Kill This Love" còn được Billboard xếp hạng 66 trong danh sách 100 bài hát hay nhất năm 2019.
Sau khi EP lên kệ, Blackpink biểu diễn tại Liên hoan Âm nhạc và Nghệ thuật Thung lũng Coachella 2019 vào các ngày 12 và 19 tháng 4 năm 2019, trở thành nhóm nhạc nữ K-pop đầu tiên làm được điều này. Màn trình diễn của nhóm tại Coachella đã nhận được đánh giá tích cực từ cả giới phê bình lẫn người hâm mộ. Gab Ginsberg của Billboard đã gọi buổi diễn này là "bùng nổ" và "không thể nào quên". Vào ngày 16 tháng 10 năm 2019, phiên bản tiếng Nhật của Kill This Love đã được phát hành tại thị trường Nhật Bản và đạt vị trí thứ năm trên Oricon Albums Chart. Nhóm đã thực hiện nhiều hoạt động quảng bá ở quốc gia này, bao gồm xuất hiện trên các chương trình truyền hình âm nhạc Nhật Bản như Music Station của TV Asahi và Love Music của Fuji TV. Bước sang tháng 1 năm sau, Blackpink được bình chọn là Hiện tượng K-pop của năm 2019 (2019 K-pop Sensation of the Year) trong danh sách trao giải thường niên Break the Internet Awards của tạp chí Paper.

### 2020–2021:The Albumvà The Show
Vào ngày 22 tháng 4 năm 2020, giọng ca người Mỹ Lady Gaga xác nhận rằng Blackpink sẽ góp mặt trong danh sách bài hát (tracklist) thuộc album phòng thu thứ sáu của Gaga mang tên Chromatica. Ca khúc hợp tác giữa họ, có tựa đề "Sour Candy", đã được phát hành như một đĩa đơn quảng bá vào ngày 28 tháng 5 năm 2020. Trên Billboard Hot 100, bài nhạc ra mắt ở vị trí thứ 33, ghi dấu bản hit lọt top 40 đầu tiên của Blackpink tại Mỹ và đồng thời là bài hát có thứ hạng cao nhất của một nhóm nhạc nữ Hàn Quốc tại quốc gia này. Tại Úc, "Sour Candy" ra mắt ở vị trí thứ 8, trở thành bản hit lọt top 10 đầu tiên của Blackpink và cũng là bài hát có thứ hạng cao nhất của một nhóm nhạc Hàn Quốc tại đây. Ở Vương quốc Anh, khúc ca cũng ra mắt ở hạng 17. Vào ngày 18 tháng 5, YG Entertainment thông báo rằng Blackpink sẽ phát hành đĩa đơn mở đường vào tháng 6, tiếp đó là một đĩa đơn bổ sung trong khoảng từ tháng 7 đến tháng 8, nhằm chuẩn bị cho album phòng thu tiếng Hàn đầu tiên của nhóm. Tới ngày 2 tháng 6, YG xác nhận sau khi album được phát hành, ba thành viên còn lại Rosé, Lisa và Jisoo sẽ lần lượt trình làng các dự án solo, trong đó Rosé là người đầu tiên. Trong lúc nhóm đang chuẩn bị cho màn tái xuất, YG đã đăng tải một video giới thiệu (prologue) cho chương trình thực tế mới của Blackpink mang tên 24/365 with Blackpink vào ngày 13 tháng 6, trước khi chính thức phát sóng trên YouTube. Chương trình này ghi lại quá trình tái xuất năm 2020 của nhóm, đồng thời chia sẻ cuộc sống thường nhật của từng thành viên thông qua hình thức vlog.
Đĩa đơn "How You Like That" đã được quảng bá rầm rộ trên mạng xã hội trước khi phát hành kỹ thuật số vào ngày 26 tháng 6. Tại Hàn Quốc, ca khúc đạt vị trí số 1 trên Gaon Digital Chart trong ba tuần liên tiếp và được chứng nhận bạch kim do vượt mốc 100 triệu lượt stream trong nước. "How You Like That" trở thành bản hit thứ năm của Blackpink xuất hiện trên Billboard Hot 100, đồng thời sánh ngang với "Sour Candy" để trở thành nhạc phẩm có thứ hạng cao nhất từng đạt được bởi một nhóm nhạc nữ Hàn Quốc tại Mỹ khi đứng hạng 33. MV của bài hát đã lập 5 kỷ lục Guinness thế giới, trong đó có kỷ lục video được xem nhiều nhất trong 24 giờ đầu kể từ khi phát hành với 86,3 triệu lượt xem trong khoảng thời gian ấy. "How You Like That" đứng đầu danh sách Top 10 bài hát mùa hè toàn cầu 2020 (Global Top 10 Songs of Summer 2020) của YouTube Music cũng như được xướng tên ở hạng mục Ca khúc của mùa hè tại MTV Video Music Awards 2020, biến Blackpink trở thành nhóm nhạc nữ Hàn Quốc đầu tiên giành chiến thắng tại lễ trao giải này. YG Entertainment sau đó thông báo rằng đĩa đơn thứ hai, "Ice Cream" hợp tác với nữ ca sĩ người Mỹ Selena Gomez, sẽ được phát hành vào ngày 28 tháng 8. "Ice Cream" ra mắt và đạt đỉnh ở vị trí thứ 13 trên Billboard Hot 100, phá vỡ kỷ lục trước đó của chính họ để trở thành bản hit của nghệ sĩ nữ Hàn Quốc có thứ hạng cao nhất tại Mỹ. Việc ca khúc ra mắt ở hạng 39 tại Vương quốc Anh đã giúp Blackpink trở thành nghệ sĩ Hàn Quốc có nhiều bài hát lọt top 40 nhất tại nước này vào thời điểm đó với tổng cộng 5 bài.

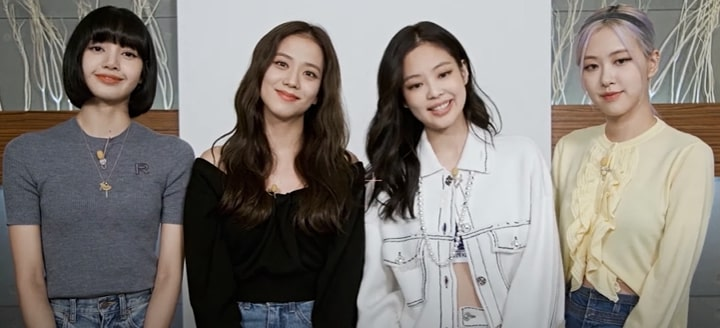
Blackpink vào năm 2020

Blackpink phát hành album phòng thu tiếng Hàn đầu tiên mang tên The Album vào ngày 2 tháng 10 năm 2020, với "Lovesick Girls" là đĩa đơn thứ ba và cũng là đĩa đơn chủ đạo. Trước thềm công chiếu video âm nhạc "Lovesick Girls", Blackpink xuất hiện với tư cách nghệ sĩ khách mời mở màn trong chương trình âm nhạc nguyên bản mới của YouTube có tên Released, nơi họ chia sẻ nhiều khoảnh khắc hậu trường chân thật và chưa qua chỉnh sửa (unfiltered access). The Album đã thiết lập kỷ lục doanh số tuần đầu cao nhất đối với một nhóm nhạc nữ Hàn Quốc, với 590.000 bản được tẩu tán chỉ trong ngày đầu tiên sau khi lên kệ. Blackpink trở thành nhóm nhạc nữ K-pop đầu tiên bán ra hơn một triệu bản với album này, khi tác phẩm ra mắt ở vị trí quán quân trên Gaon Album Chart và tiêu thụ khoảng 1,2 triệu bản chỉ trong chưa đầy một tháng. Đĩa nhạc xếp thứ 5 trong Bảng xếp hạng doanh số album toàn cầu năm 2020 của Liên đoàn Công nghiệp ghi âm Quốc tế (IFPI). The Album đạt vị trí á quân trên Billboard 200 và UK Albums Chart đưa Blackpink trở thành nghệ sĩ nữ Hàn Quốc có thứ hạng cao nhất trên cả hai bảng xếp hạng này tính tới thời điểm đó. Việc phát hành album cũng đưa Blackpink trở thành nhóm nhạc nữ đầu tiên đạt vị trí số 1 trên Billboard Artist 100. Để quảng bá The Album, bốn cô nàng đã diễn "Lovesick Girls" trên hai chương trình truyền hình Mỹ Good Morning America và Jimmy Kimmel Live! vào ngày 21 tháng 10. Ca khúc đạt vị trí số 2 trên Gaon Digital Chart và được chứng nhận bạch kim vì vượt mốc 100 triệu lượt stream nội địa. Tại Mỹ, bài hát đạt hạng 59 trên Billboard Hot 100. Ngoài ra, "Lovesick Girls" còn ra mắt ở vị trí thứ 2 trên Billboard Global 200 và thứ nhất trên Global Excl. U.S., đánh dấu lần đầu tiên nhóm đứng đầu Global Excl. U.S..
Bộ phim tài liệu đầu tiên của nhóm với tên gọi Blackpink: Thắp sáng bầu trời được phát sóng trên Netflix vào ngày 14 tháng 10 năm 2020, khắc họa hành trình 4 năm kể từ khi nhóm trình làng vào năm 2016. Tác phẩm chứa đựng những đoạn video tư liệu từ thời còn là thực tập sinh, cái nhìn hiếm hoi về cuộc sống đời thường của từng thành viên, các câu chuyện hậu trường và buổi phỏng vấn độc quyền, cũng như những khoảnh khắc hậu trường trong quá trình sản xuất album The Album. Thành công thương mại của album tiếng Hàn đầu tay, kết hợp với hiệu ứng từ phim tài liệu trên Netflix, đã đưa Blackpink vươn lên đứng đầu bảng xếp hạng Pop Star Power Ranking của Bloomberg trong tháng 10; họ là nghệ sĩ Hàn Quốc đầu tiên đạt vị trí cao nhất kể từ khi bảng xếp hạng này ra đời vào tháng 4 cùng năm. Vào ngày 2 tháng 12, Blackpink thông báo sẽ hợp tác với YouTube Music để tổ chức buổi hòa nhạc trực tuyến đầu tiên trong sự nghiệp. Sự kiện này có tên là The Show, ban đầu dự tính diễn ra vào ngày 27 tháng 12 năm 2020, song đã được dời sang ngày 31 tháng 1 năm 2021 do các quy định phòng chống COVID-19 mới được ban hành ở Hàn Quốc. Concert bao gồm màn trình diễn trực tiếp đầu tiên của một số khúc ca trong The Album cùng với bài hát "Gone" trích từ album đĩa đơn solo đầu tay R của Rosé. Hơn 280.000 người đã mua gói thành viên (membership) để thưởng thức concert và buổi diễn được phát trực tiếp tại hơn 100 quốc gia trên toàn cầu.
Blackpink tung ra phiên bản tiếng Nhật của The Album vào ngày 3 tháng 8 năm 2021. Trong bản này, có 4 trong tổng số 8 bài hát gốc được chuyển ngữ sang tiếng Nhật ("How You Like That", "Pretty Savage", "Lovesick Girls" và "You Never Know"). Nhạc phẩm đứng hạng 3 trên Oricon Albums Chart. Vào ngày 4 tháng 8, bộ phim tài liệu có tựa đề Blackpink: The Movie đã được công chiếu tại các rạp ở Hàn Quốc và trên toàn thế giới. Phim bao gồm các cuộc phỏng vấn độc quyền với từng thành viên, bên cạnh những bản diễn live được chọn lọc từ The Show và In Your Area World Tour.

### 2022–2023:Born Pinkvà chuyến lưu diễn thế giới thứ hai
Vào ngày 6 tháng 7 năm 2022, YG Entertainment thông báo rằng Blackpink đang bước vào giai đoạn cuối cùng của quá trình thâu âm album mới, cũng như cho biết nhóm dự kiến sẽ quay MV vào giữa tháng 7 và phát hành ca khúc mới vào tháng 8. Không chỉ vậy, YG còn xác nhận bộ tứ sẽ khởi động chuyến lưu diễn thế giới thứ hai của mình vào cuối năm. Tiếp đó, vào ngày 12 tháng 7, YG công bố rằng Blackpink sẽ tổ chức một buổi hòa nhạc ảo trong tựa game PUBG Mobile với tên gọi Blackpink: The Virtual. Sự kiện diễn ra từ ngày 22 đến ngày 30 tháng 7, bao gồm màn trình diễn các bản hit đình đám của nhóm cùng với một ca khúc đặc biệt mang tên "Ready for Love" – được giới thiệu trước công chúng lần đầu tiên trong khuôn khổ concert này. "Ready for Love" sau đó đã được phát hành chính thức kèm theo MV hoạt hình vào ngày 29 tháng 7.

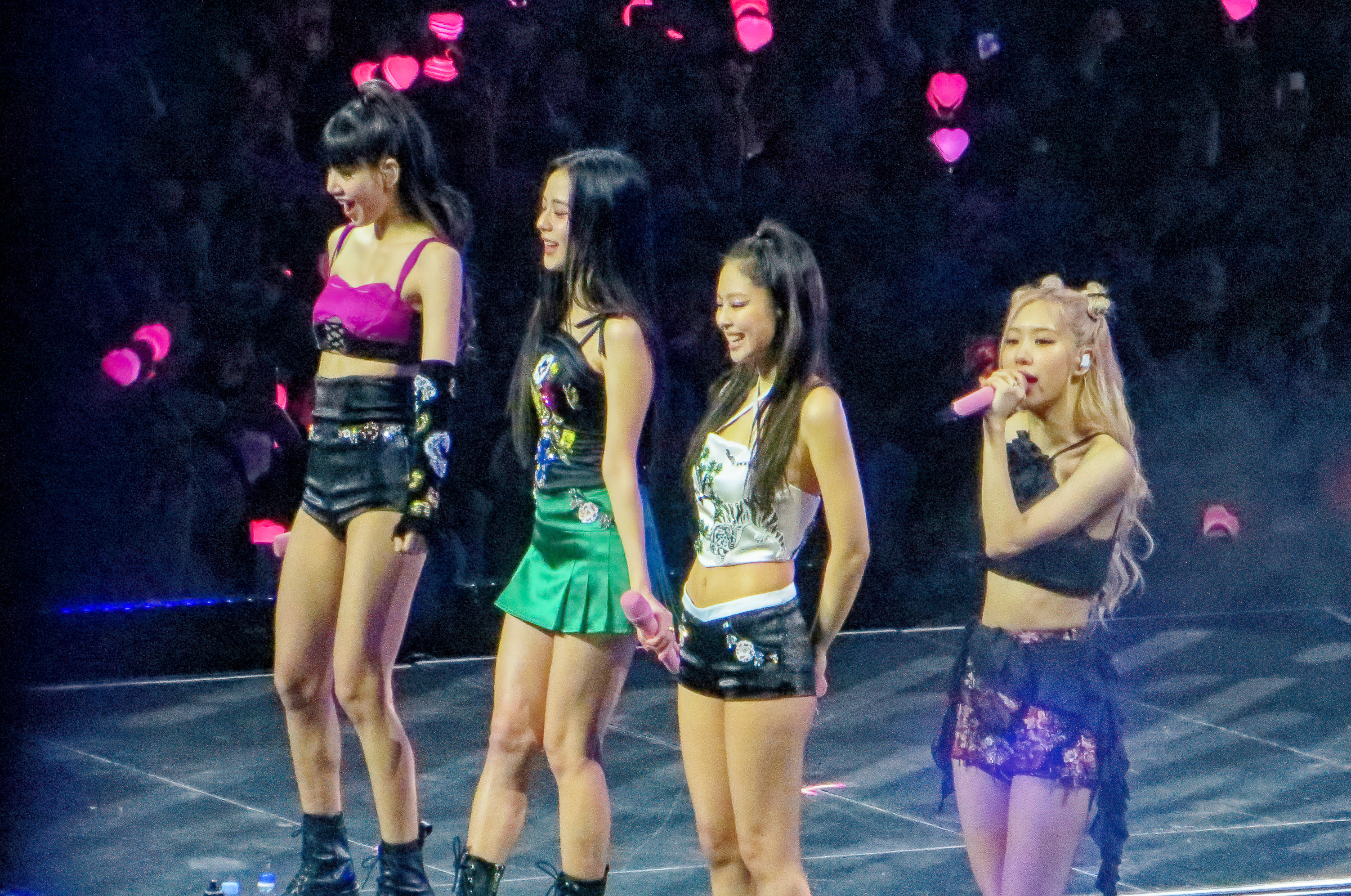
Blackpink diễn tại Luân Đôn trong khuôn khổ Born Pink World Tour vào tháng 12 năm 2022

Vào ngày 31 tháng 7, có thông tin cho rằng Blackpink sẽ phát hành đĩa đơn phát hành trước có tên "Pink Venom" vào ngày 19 tháng 8, trước album thứ hai của họ vào tháng 9, sau đó là một chuyến lưu diễn vòng quanh thế giới đi kèm, khởi đầu tại Seoul vào ngày 15 tháng 10 và dự kiến kéo dài đến tháng 6 năm 2023. Sau khi phát hành, "Pink Venom" đã đứng đầu bảng xếp hạng Billboard Global 200 trong hai tuần, trở thành bài hát quán quân đầu tiên của một nhóm nhạc nữ cũng như bài hát Hàn Quốc đầu tiên đứng đầu bảng xếp hạng này trong nhiều tuần. Nó đạt vị trí thứ hai trên Circle Digital Chart của Hàn Quốc và vị trí thứ 22 trên Billboard Hot 100 đồng thời trở thành ca khúc đầu tiên của một nhóm nhạc K-pop đứng đầu ARIA Singles Chart. Vào ngày 28 tháng 8, Blackpink đã trình diễn "Pink Venom" tại MTV Video Music Awards 2022, trở thành nhóm nhạc nữ K-pop đầu tiên trong lịch sử biểu diễn tại lễ trao giải này và giành giải Màn trình diễn Metaverse xuất sắc nhất cho The Virtual.
Vào ngày 16 tháng 9 năm 2022, Blackpink phát hành album phòng thu thứ hai Born Pink cùng với đĩa đơn thứ hai, "Shut Down", đây trở thành bài hát thứ hai của họ đứng đầu bảng xếp hạng Billboard Global 200. "Shut Down" đạt vị trí thứ 3 trên Circle Digital Chart và vị trí thứ 24 trên bảng xếp hạng Billboard Hot 100. Born Pink ra mắt ở vị trí số một trên Circle Album Chart với 2.141.281 bản được bán ra chỉ trong vòng chưa đầy hai ngày và trở thành album đầu tiên của một nhóm nhạc nữ K-pop bán được hơn hai triệu bản. Tại Hoa Kỳ, Born Pink ra mắt ở vị trí quán quân trên Billboard 200, là album đầu tiên của một nữ nghệ sĩ Hàn Quốc đứng đầu bảng xếp hạng này và là album đầu tiên của một nhóm nữ làm được điều này kể từ Welcome to the Dollhouse của Danity Kane năm 2008. Tại Anh Quốc, Born Pink cũng trở thành album đầu tiên của một nhóm nhạc nữ K-pop đạt vị trí quán quân trên UK Albums Chart. Nó đánh dấu lần đầu tiên một nhóm nhạc nữ đồng thời đứng đầu cả bảng xếp hạng album ở Hoa Kỳ và Vương quốc Anh kể từ Survivor của Destiny's Child năm 2001. Album này là album bán chạy thứ bảy trên toàn thế giới về doanh số thuần túy trong năm 2022 theo IFPI. Tháng 12, nhóm được tạp chí Time vinh danh là Nghệ sĩ giải trí của năm 2022.
Sau khi album phát hành, Blackpink đã khởi động chuyến lưu diễn Born Pink World Tour, bắt đầu tại Seoul vào ngày 15 tháng 10 năm 2022, sau đó là các chặng diễn ở Bắc Mỹ và châu Âu cho đến tháng 12. Tour diễn này gồm có những màn trình diễn trực tiếp lần đầu tiên của một số ca khúc thuộc album Born Pink và các dự án solo của từng thành viên, bao gồm các album đĩa đơn R (2021) của Rosé, Lalisa (2021) của Lisa, Me (2023) của Jisoo và ca khúc "You & Me" (2023) của Jennie. Vào ngày 28 tháng 1 năm 2023, Blackpink đã trình diễn "Pink Venom" và "Shut Down" cùng với các nhạc công Gautier Capuçon và Daniel Lozakovich tại sự kiện từ thiện Le Gala des Pièces Jaunes được tổ chức bởi Đệ nhất phu nhân Pháp Brigitte Macron tại Paris. Chuyến lưu diễn này tiếp tục vào năm 2023 với các đêm diễn ở nhiều sân vận động trải dài khắp châu Á, cũng như một vài buổi hòa nhạc tại Mexico và Úc.

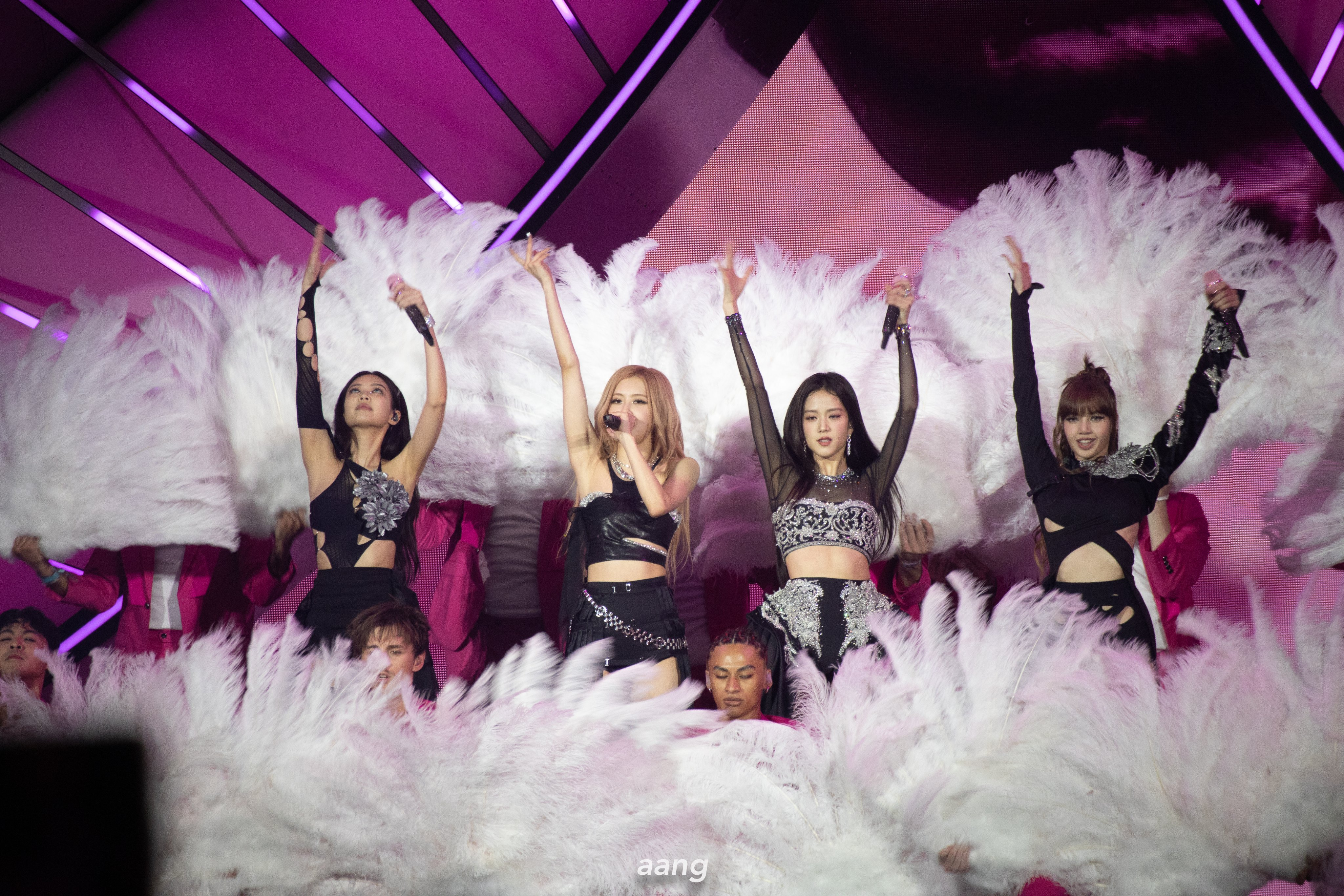
Blackpink biểu diễn tại Coachella 2023

Blackpink trở thành nghệ sĩ châu Á đầu tiên đảm nhận vai trò nghệ sĩ biểu diễn chính tại Coachella Valley Music and Arts Festival vào hai ngày 15 và 22 tháng 4 năm 2023. Vào ngày 2 tháng 7, họ trở thành ban nhạc Hàn Quốc đầu tiên làm nghệ sĩ biểu diễn chính ở một lễ hội âm nhạc lớn của Anh với British Summer Time Hyde Park tại London. Blackpink trở lại với chuyến lưu diễn encore tại các sân vận động bắt đầu từ tháng 7 ở Pháp và Hoa Mỹ. Đợt diễn encore này đã lập nên nhiều kỷ lục lịch sử, bao gồm việc đưa họ trở thành nhóm nhạc nữ Hàn Quốc đầu tiên biểu diễn tại một sân vận động châu Âu, nhóm nhạc nữ đầu tiên biểu diễn tại Sân vận động Allegiant, Oracle Park và Dodger Stadium, cũng như là nữ nghệ sĩ thứ ba trong lịch sử sau Beyoncé và Taylor Swift có các đêm diễn liên tiếp bán sạch vé tại Sân vận động MetLife.
Vào ngày 18 tháng 5, nhóm đã công bố đĩa đơn quảng bá mang tên "The Girls" sẽ được phát hành vào ngày 25 tháng 8 năm 2023, nằm trong album nhạc nền cho trò chơi di động của họ, Blackpink: The Game. Đĩa đơn này được phát hành cùng với phiên bản vật lý, đã đứng đầu Circle Album Chart với 160.460 bản được bán ra trong tuần đầu tiên, trở thành album quán quân thứ năm của nhóm. Tại giải Video âm nhạc của MTV 2023, Blackpink đã giành giải Vũ đạo xuất sắc nhất cho "Pink Venom" và giải Nhóm nhạc của năm, trở thành nhóm nhạc nữ thứ hai trong lịch sử chiến thắng hạng mục này sau TLC vào năm 1999. Born Pink World Tour khép lại vào ngày 17 tháng 9 với hai đêm diễn cuối cùng tại Seoul; tổng cộng, nó đã thu hút 1,8 triệu khán giả, trở thành tour diễn có lượng khán giả tham dự đông đảo nhất của một nhóm nhạc nữ Hàn Quốc. Tour diễn đứng thứ 10 trong bảng xếp hạng 40 chuyến lưu diễn hàng đầu thế giới năm 2023 của Billboard và dẫn đầu danh sách tour diễn K-pop cùng năm. Với tổng doanh thu toàn cầu là 148,3 triệu USD từ 29 buổi diễn, nó đã phá vỡ kỷ lục do Spice Girls nắm giữ với Spice World – 2019 Tour để trở thành chuyến lưu diễn có doanh thu cao nhất mọi thời đại của một nhóm nhạc nữ. Born Pink World Tour còn là tour diễn có doanh thu cao nhất trong lịch sử của một nghệ sĩ châu Á.
Hợp đồng của Blackpink với YG Entertainment dự kiến sẽ hết hạn vào tháng 8, do đó công ty đã đưa ra một thông báo với truyền thông Hàn Quốc vào tháng 7 xác nhận rằng các cuộc đàm phán gia hạn hợp đồng hiện đang được tiến hành. Sau đó, họ tái xác nhận qua một thông báo khác vào tháng 11 rằng YG "vẫn đang đàm phán với các nghệ sĩ về hợp đồng độc quyền của họ." Vào ngày 15 tháng 11, Billboard đã công bố chi tiết về Blackpink: A VR Encore, một phiên bản buổi diễn encore của nhóm tại Seoul được tạo ra dành cho thực tế ảo hợp tác với Meta. Buổi hòa nhạc này kéo dài 70 phút do Diamond Bros sản xuất, đã được ra mắt dưới dạng VR vào ngày 26 tháng 12 trên Meta Horizon Worlds. Vào ngày 5 tháng 12 năm 2023, YG Entertainment xác nhận rằng tất cả 4 thành viên của Blackpink đều đã gia hạn hợp đồng cho các hoạt động nhóm và hứa hẹn sẽ trình làng một album mới cũng như một tour diễn vòng quanh thế giới tiếp theo.
Một bộ phim hòa nhạc kỷ niệm 8 năm ra mắt của nhóm mang tên Blackpink World Tour [Born Pink] in Cinemas sẽ được công chiếu tại các rạp phim ở 110 quốc gia trên toàn thế giới bắt đầu từ ngày 31 tháng 7 năm 2024, ghi lại những màn trình diễn của họ tại Gocheok Dome ở Seoul cùng với những thước phim từ các thành phố khác trong chuyến lưu diễn. Vào ngày 9 tháng 8, Blackpink đã tổ chức một sự kiện "thảm hồng" (pink carpet) để ra mắt bộ phim tại Times Square ở quận Yeongdeungpo, Seoul. Trước đó, vào ngày 8 tháng 8, đúng dịp kỷ niệm 8 năm thành lập, nhóm cũng tổ chức một buổi fansign tại Seoul, trong đó 88 người hâm mộ đã được mời tham dự thông qua hình thức rút thăm may mắn trên Weverse. Trong một video tiết lộ về các kế hoạch sắp tới của công ty, nhà sáng lập YG Entertainment Yang Hyun-suk đã xác nhận rằng Blackpink sẽ có màn tái xuất và tổ chức một chuyến lưu diễn thế giới vào năm 2025.

## Phong cách nghệ thuật
Với một phong cách âm nhạc được nhận định là thể hiện sự biến hóa nhiều thể loại đa dạng, tờ Telegraph đánh giá Blackpink là nhóm nhạc "nổi loạn" nhưng hợp thời. Khác với những nhóm nhạc nữ khác tại Hàn Quốc luôn có xu hướng theo đuổi phong cách âm nhạc với hình tượng trẻ trung, vui tươi, năng động, Blackpink "nổi loạn" từ âm nhạc, giọng hát đến phong cách thời trang, trình diễn. Concept chính mà Blackpink thường sử dụng trong các ca khúc của mình chính là "Black" hay "girl crush", lấy tông màu đen làm chủ đạo, thể hiện hình tượng hoặc khí chất mạnh mẽ, cá tính và chủ động. Tuy nhiên, trong một số bài hát của mình, nhóm đã thay đổi phong cách khi sử dụng concept "Pink", thể hiện hình ảnh nữ tính, trẻ trung và tươi vui.

### Âm nhạc
Khi Blackpink ra mắt vào tháng 8 năm 2016, hai ca khúc "Boombayah" và "Whistle" nhanh chóng gây chú ý nhờ giai điệu mạnh mẽ, sôi động. "Boombayah" là ca khúc thuộc thể loại hip hop, house trong khi "Whistle" mang hơi hướng những nét đặc trưng của dòng nhạc EDM. Trong đĩa mở rộng Square Two phát hành vào cuối tháng 10 năm 2016, "Playing with Fire" là một ca khúc thuộc dòng nhạc tropical house mang âm hưởng mùa hè còn "Stay" là một bản acoustic kết hợp giữa các thể loại nhạc folk, blues và đồng quê. Trong khi phong cách của "Playing With Fire" gợi nhớ nhiều hơn đến màn ra mắt của Blackpink thì "Stay" mang một làn gió mới hoàn toàn đến với nhóm hay thậm chí là cả K-pop. Ca khúc ngập tràn tiếng guitar và dường như thể hiện khía cạnh nhẹ nhàng của Blackpink. Đĩa đơn thứ 5, "As If It's Your Last", với phong cách reggae, house và moombahton mang hơi hướng đáng yêu, tươi trẻ, khác biệt hoàn toàn so với các sản phẩm trước đó của nhóm. Album đầu tay của Blackpink, The Album hội tụ các thể loại nhạc pop, EDM, hiphop, trap và ballad. Ca khúc chủ đề "Lovesick Girls" thuộc thể loại electro pop, nổi bật với tiếng đàn guitar tạo phong cách đồng quê xen chút retro, truyền tải đến người nghe câu chuyện về những cô gái chịu tổn thương về tình yêu và xem đây như một "căn bệnh". Trong khi đó, "Pretty Savage" và "Crazy Over You" là hai bài hát có giai điệu sôi động, kèm theo "vẻ quyến rũ, mới lạ, thể hiện rõ màu đen cá tính và hồng tươi trẻ".
Tạp chí Billboard cho rằng thành công của Blackpink nằm ở phần lời bài hát cuốn hút, nói rằng nhóm đã có "ý định 'xâm chiếm toàn cầu' được đặt ra từ khâu sáng tác ca khúc". Trong album đầu tay của nhóm, ba ca khúc "Bet You Wanna", "Crazy Over You" và "Love to Hate Me" đều được hát hoàn toàn bằng tiếng Anh, trong khi "Ice Cream" chỉ có phần rap của Lisa là bằng tiếng Hàn. Các ca khúc của Blackpink thường sử dụng những cụm từ tiếng Anh gây "ấn tượng" và "catchy". Những câu khẩu hiệu như "Blackpink in your area!" hay "Blackpink is the revolution" là điểm nhấn đặc trưng của nhóm. Ngoài ra, những câu như "How you like that?", "Look at you now look at me!", hay những cụm từ vô nghĩa như "Ddu, ddu, ddu, ddu-ddu-ddu" hay "Rum, pum, pum, pum, pum, pum, pum" cũng được đánh giá là khiến thính giả thích thú và hát theo. Bên cạnh sự cuốn hút ở câu từ thì sự kỹ lưỡng, chăm chút trong khâu sáng tác là chìa khóa tạo nên thành công của từng tác phẩm. Nhà sản xuất Teddy Park trong phim tài liệu Blackpink: Thắp sáng bầu trời đã tiết lộ rằng để có được tiếng huýt sáo trong "Whistle", Blackpink phải thu âm tới 1.000 lần.

### Hình ảnh

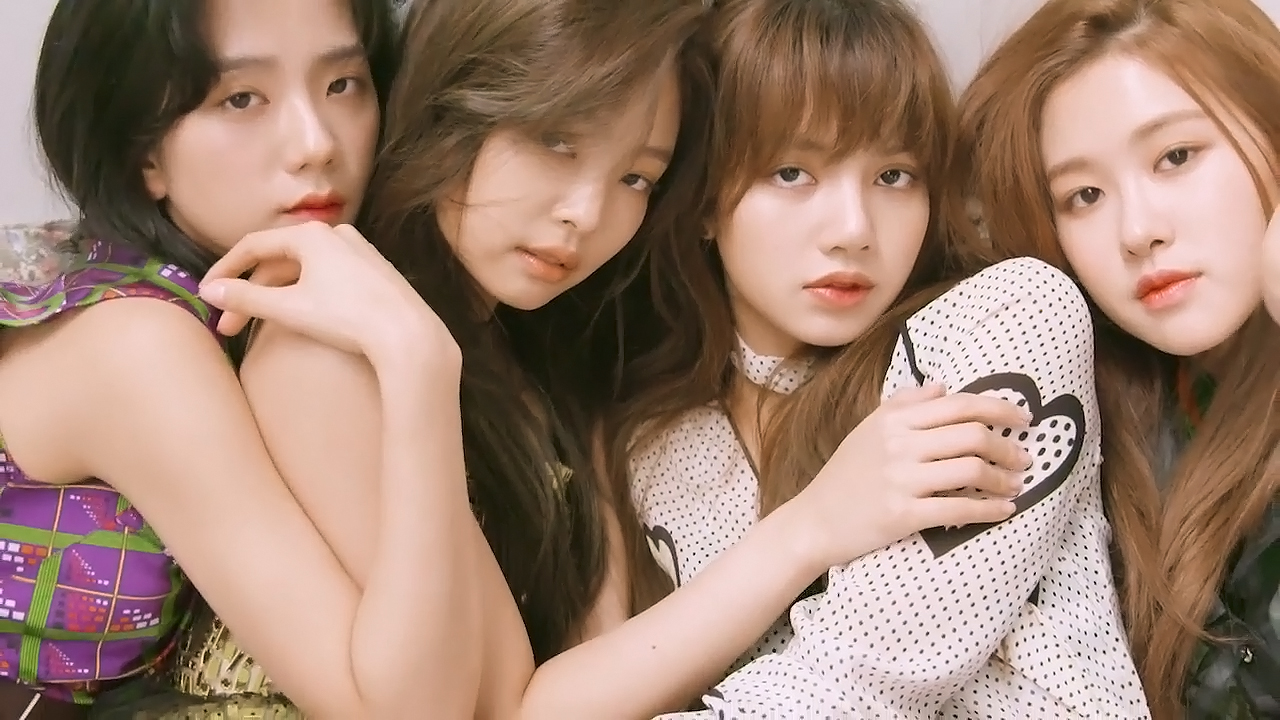
Blackpink tại buổi chụp hình với tạp chí Marie Claire vào đầu năm 2018

Tầm ảnh hưởng của Blackpink không chỉ dừng lại ở lĩnh vực âm nhạc, đặc biệt tại Hàn Quốc nhóm còn mở rộng sang lĩnh vực thời trang. Hình ảnh của nhóm đề cao thời trang và cá tính cả trong lẫn ngoài sân khấu. Trong một cuộc phỏng vấn với tạp chí Elle U.S, Jennie chia sẻ rằng "Thời trang thực sự đã tiếp nhiều sức mạnh cho chúng tôi không kém gì âm nhạc" trong khi Rosé bổ sung thêm rằng "âm nhạc và thời trang là [hai thứ] 'không thể tách rời nhau'". Mặc dù trang phục có thể hiện sự đồng nhất điển hình nhưng Blackpink vẫn nổi bật hơn những nhóm nhạc nữ khác khi trang phục của mỗi thành viên đều thể hiện phong cách cá nhân của riêng từng người. Blackpink thu hút được sự chú ý của quốc tế khi khoác lên mình phiên bản cách tân của hanbok (trang phục truyền thống của Hàn Quốc) trong video âm nhạc "How You Like That" và tại các buổi trình diễn trên sân khấu sau đó.
Mỗi thành viên của Blackpink đều là đại sứ cho các thương hiệu cao cấp khác nhau. Tháng 9 năm 2020, Jisoo trở thành đại sứ khu vực Hàn Quốc thương hiệu xa xỉ Dior và được Dior Beauty chọn làm "nàng thơ". Jennie trở thành đại sứ truyền thông của Chanel tại Hàn Quốc sau một khoảng thời gian dài, tham gia vào nhiều chiến dịch quảng cáo nước hoa, mỹ phẩm của hãng. Cô thường được giới truyền thông mệnh danh là "Cô gái Chanel" hay "Chanel sống" bởi phong cách phù hợp với bản sắc thương hiệu. Trong một cuộc phỏng vấn với tạp chí Elle Korea, Rosé tiết lộ cô đã nhận lời trở thành đại sứ thương hiệu của nhà mốt Yves Saint Laurent (YSL). Thông tin Rosé trở thành đại sứ đầu tiên trong lịch sử của Saint Laurent được thông báo chính thức vào tháng 6 năm 2020, cô sau đó xuất hiện trong một chiến dịch toàn cầu quảng bá bộ sưu tập Thu 2020. Đầu năm 2019, Hedi Slimane – Giám đốc sáng tạo của Celine kiêm nhiếp ảnh gia nổi tiếng – đã chọn Lisa làm "nàng thơ" của hãng, tạo nên bước ngoặt lớn trong hành trình thời trang của cô. Tháng 9 năm 2020, Lisa trở thành đại sứ thương hiệu toàn cầu đầu tiên của nhà mốt này kể từ khi thành lập năm 1945. Năm 2020, Lisa được trao vương miện đại sứ thương hiệu mới nhất khu vực Hàn Quốc cho hãng phụ kiện thời trang, trang sức Bulgari, tham gia chiến dịch Serpenti và B.zero1 của hãng.

## Hình tượng công chúng và đón nhận

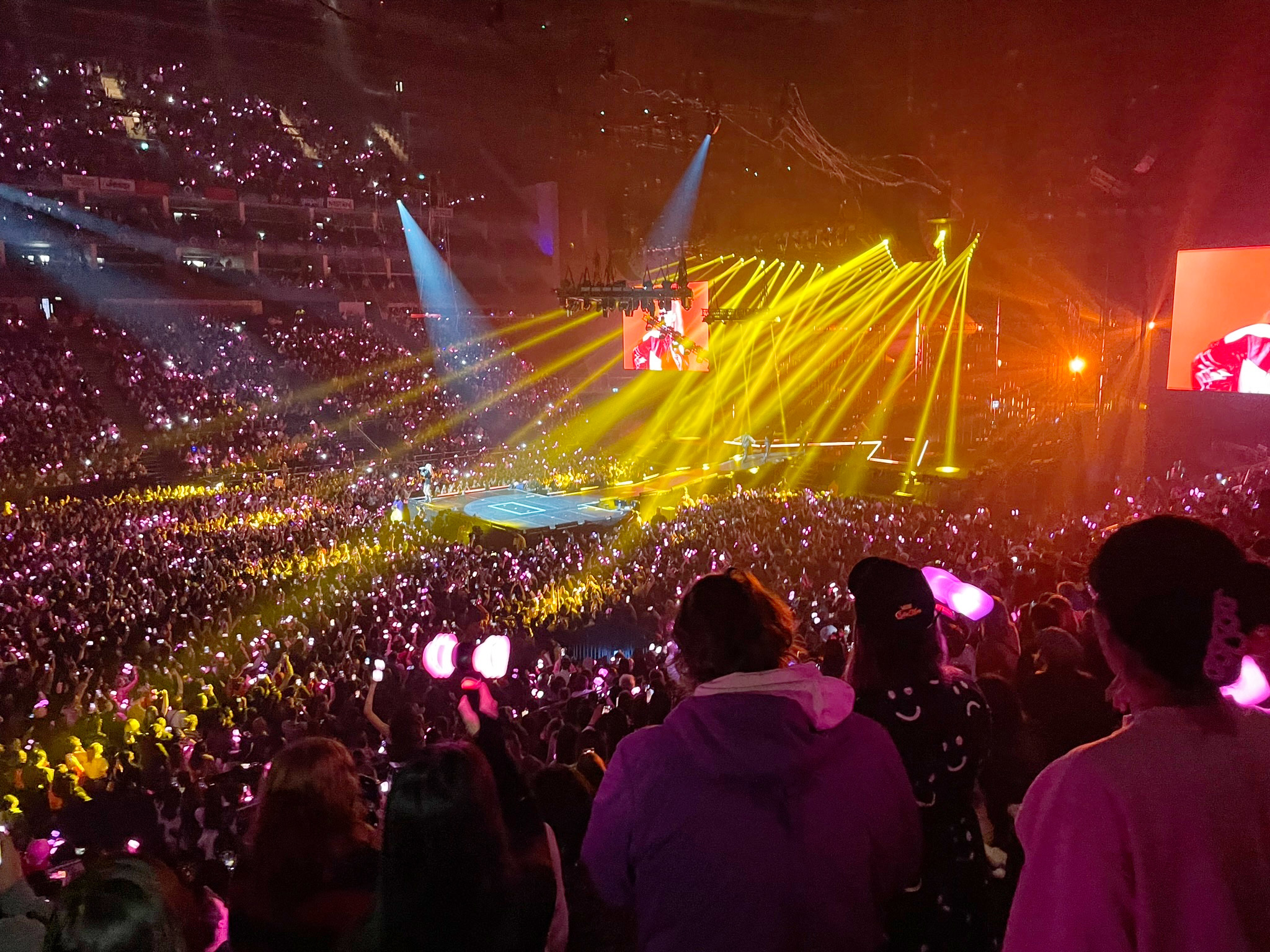
Chuyến lưu diễn Born Pink World Tour của Blackpink tại The O2 Arena ở London vào tháng 12 năm 2022

Thành công trên mọi bình diện từ hình ảnh đến âm nhạc, Blackpink ngày càng thể hiện vị thế và tầm ảnh hưởng của nhóm không chỉ ở thị trường âm nhạc trong nước mà đã lan rộng khắp châu Á và còn tạo nên sức hút ở thị trường châu Âu lẫn châu Mỹ. Nhóm đã đạt được những thành công nho nhỏ trong những ngày đầu ra mắt. Đĩa đơn đầu tiên chỉ sau 2 tuần phát hành đã xếp ở vị trí thứ hai trong danh sách "Top 100 Idol Brand Reputations" do Viện Nghiên cứu Danh tiếng Hàn Quốc thực hiện vào tháng 8 năm 2016. Kể từ đó, Blackpink dần nổi lên trở thành một trong những nhóm nhạc nổi bật nhất làng giải trí Hàn Quốc và được giới truyền thông quốc tế miêu tả bằng những mĩ từ như "nhóm nhạc nữ lớn nhất thế giới", "ban nhạc nữ K-pop lớn nhất hành tinh" hay "Nữ hoàng K-pop".
Dành nhiều sự chú ý tại quê nhà, Blackpink được Forbes Korea Power Celebrity vinh danh là người nổi tiếng có sức ảnh hưởng nhất Hàn Quốc năm 2019, người nổi tiếng có sức ảnh hưởng thứ ba vào năm 2020 và người nổi tiếng có sức ảnh hưởng thứ hai vào năm 2021. Nhiều phương tiện truyền thông quốc tế như Forbes, Billboard và The Hollywood Reporter đã công nhận sự nổi tiếng và sự đóng góp của nhóm trong việc truyền bá Làn sóng Hàn Quốc trên toàn thế giới. Theo tạp chí Rolling Stone thì Blackpink chính là ngoại lệ của định kiến rằng hầu hết các nghệ sĩ K-pop thành công ở Hoa Kỳ đều là các nhóm nhạc nam.

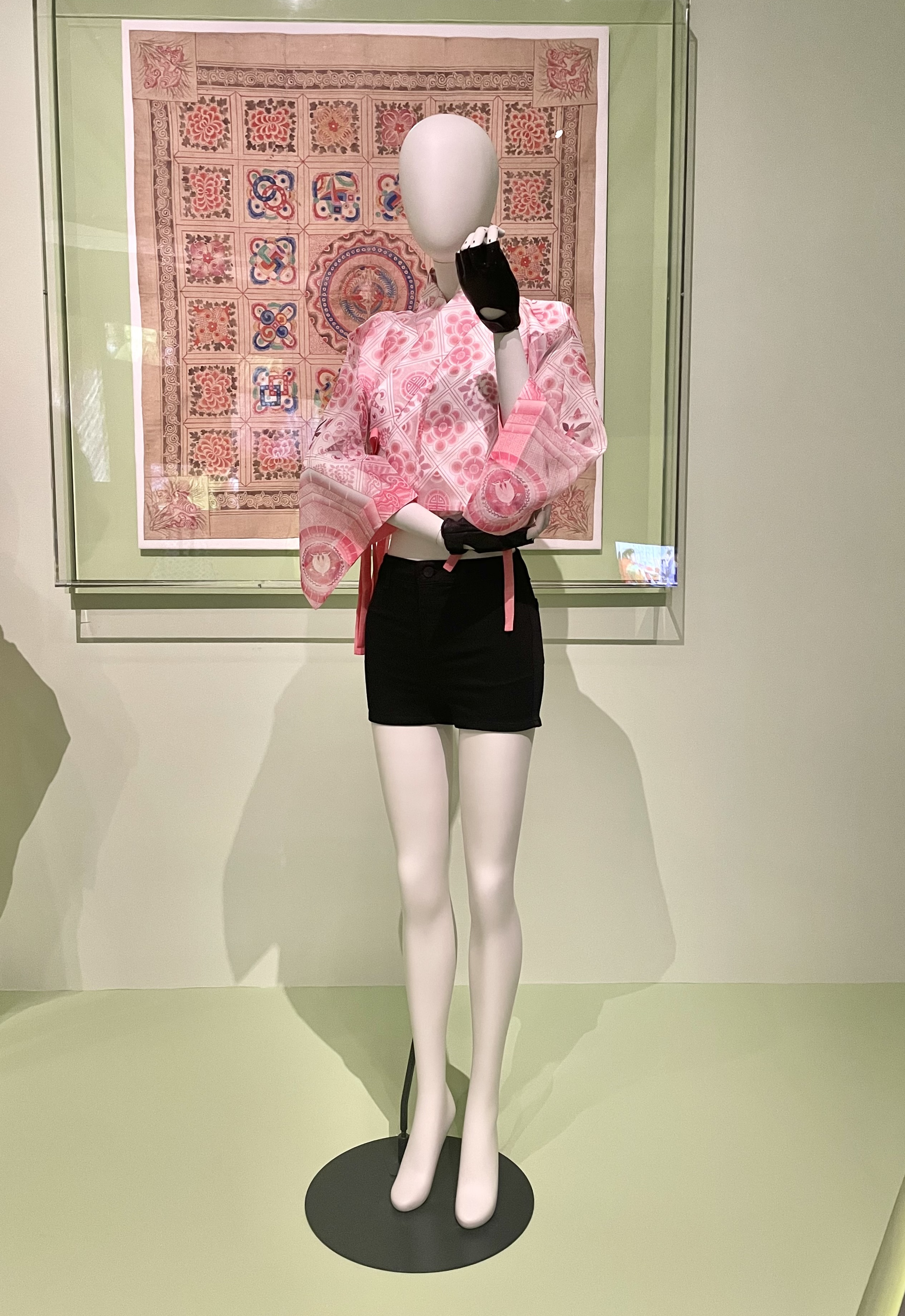
Một chiếc áo jeogori hanbok được lấy cảm hứng từ trang phục mà Jennie đã mặc trong MV "How You Like That", hiện đang được trưng bày tại Bảo tàng Mỹ thuật Boston

Nhóm cũng được Liên đoàn Công nghiệp thu âm quốc tế (IFPI) ghi nhận là một trong hai nghệ sĩ dẫn đầu sự phát triển của ngành công nghiệp âm nhạc Hàn Quốc. Blackpink vinh dự được xuất hiện trong nhiều danh sách quyền lực, nhóm cũng là nhóm nhạc nữ đầu tiên lọt vào danh sách Forbes 30 Under 30 của Forbes, và cũng được liệt kê vào danh sách Time 100 Next năm 2019 như một hiện tượng cho sự ảnh hưởng trên toàn thế giới và sức mạnh của người hâm mộ. Đây là danh sách các ngôi sao đang lên có những đóng góp tích cực trong việc định hình tương lai của nhiều ngành nghề, từ kinh doanh, giải trí, thể thao cho đến chính trị, y tế và khoa học. Nhóm cũng được được tạp chí Time miêu tả là "mở ra một kỷ nguyên mới cho các nghệ sĩ Hàn Quốc khi có thể vượt qua rào cản ngôn ngữ để trình diễn trên sân khấu thế giới". Họ là nhóm nhạc Hàn Quốc đầu tiên được mời biểu diễn tại "Đại hội âm nhạc lớn nhất toàn cầu" Coachella. Lại một lần đầu tiên khác của nghệ sĩ Hàn Quốc, Blackpink được vinh danh là những nhạc sĩ lớn nhất trên thế giới vào tháng 10 năm 2020 trên Pop Star Power Ranking của Bloomberg. Tạp chí People đã đưa Blackpink vào danh sách những phụ nữ thay đổi ngành công nghiệp âm nhạc của họ. Nhóm trở thành nhóm nhạc nữ thứ ba trong lịch sử được lên trang bìa Rolling Stone, sau Spice Girls và Destiny's Child, khi nhóm trở thành người nắm giữ số tháng 6 năm 2022 của tạp chí.
Blackpink thu hút một lượng lớn người theo dõi trên mạng xã hội và các nền tảng phát trực tuyến. Blackpink trở thành nhóm nhạc sở hữu lượt đăng ký nhiều nhất trên thế giới vào tháng 9 năm 2019, và cũng là nghệ sĩ nữ có nhiều lượt đăng ký nhất trên YouTube vào tháng 7 năm 2020, và trở thành nghệ sĩ có lượt đăng ký cao nhất vào tháng 9 năm 2021. Tính đến tháng 4 năm 2022, nhóm đã sở hữu hơn 73 triệu lượt đăng ký. Trên Instagram, các thành viên của nhóm cũng lần lượt là các cá nhân được theo dõi nhiều nhất tại Hàn Quốc (theo thứ tự từ thứ nhất đến thứ tư: Lisa, Jennie, Jisoo và Rosé). Blackpink trở thành nhóm nhạc nữ được theo dõi nhiều nhất trên Spotify vào tháng 11 năm 2019, và tính đến tháng 4 năm 2022, nhóm đã có hơn 29 triệu người theo dõi.
Đặc biệt tại Hàn Quốc, tầm ảnh hưởng của Blackpink còn mở rộng sang cả lĩnh vực thời trang. Từng thành viên đều có danh phận đại sứ thương hiệu toàn cầu cho các thương hiệu cao cấp khác nhau: Jisoo cho Dior và Cartier, Jennie cho Chanel, Rosé cho Saint Laurent và Tiffany & Co, Lisa cho Bulgari và Céline. Ngoài ra, Blackpink đã được ghi nhận vì đã thu hút sự chú ý của truyền thông quốc tế đối với hanbok Hàn Quốc thông qua việc cách tân hiện đại trang phục truyền thống này trong video âm nhạc và các màn trình diễn "How You Like That" của họ. Nhóm coi thời trang là một phần quan trọng trong hình ảnh công chúng của họ, Jennie đã chia sẻ với tạp chí Elle rằng "thời trang thực sự đã tiếp nhiều sức mạnh cho chúng tôi không kém gì âm nhạc" và Rosé mô tả nó là một thứ không thể tách rời khỏi âm nhạc của họ. Phong cách của họ là sự pha trộn giữa các gu ăn mặc cá tính của từng thành viên nhưng tổng thể mang lại sự đồng nhất cho cả nhóm khi đứng chung với nhau.

## Hoạt động khác

### Quảng bá thương hiệu
Kể từ khi ra mắt vào năm 2016, Blackpink từng ký hợp đồng quảng cáo với nhiều thương hiệu khác nhau. Blackpink là đại sứ toàn cầu của hãng Kia Motors. Nhà sản xuất xe hơi này cũng là nhà tài trợ chính cho chuyến lưu diễn thế giới In Your Area World Tour nhằm tìm cách tạo ra một sự kết nối chặt chẽ hơn với giới trẻ. Tại Bắc Mỹ, Blackpink hợp tác với công ty đồ chơi Jazwares để tạo ra các dòng sưu tập đồ chơi, trong đó có một bộ sưu tập búp bê được tạo kiểu theo các trang phục mà nhóm sử dụng trong các video âm nhạc của mình. Vào tháng 6 năm 2020, Blackpink hợp tác với ZEPETO, một dịch vụ avatar 3D của Hàn Quốc do Naver Z điều hành. Dịch vụ này cung cấp cho người hâm mộ các nhân vật tương ứng với từng thành viên Blackpink và cho phép họ xem những nhân vật này hát và nhảy, cũng như cơ hội chụp ảnh "trực tiếp" cùng thần tượng trên ứng dụng. Sự kiện fansign ảo của Blackpink trên ứng dụng đã trở nên thịnh hành và đặc biệt phổ biến với người hâm mộ quốc tế. Sự kiện trên tính đến ngày 11 tháng 9 năm 2020 đã có hơn 30 triệu người tham gia, trong đó số lượng người dùng mới tăng thêm 300 nghìn khi video biểu diễn vũ đạo "Ice Cream" được phát hành. Cũng trong năm 2020, nhóm hợp tác với tựa game sinh tồn PUBG Mobile để tạo ra nhiều nội dung và sự kiện hợp tác khác nhau trong trò chơi. Đây là lần đầu tiên PUBG Mobile sử dụng nhạc của nghệ sĩ K-pop. Sảnh đợi là khu vực mà tất cả người chơi phải đi qua, vì vậy tài khoản từ khắp nơi trên thế giới đều có thể nghe âm nhạc của Blackpink.

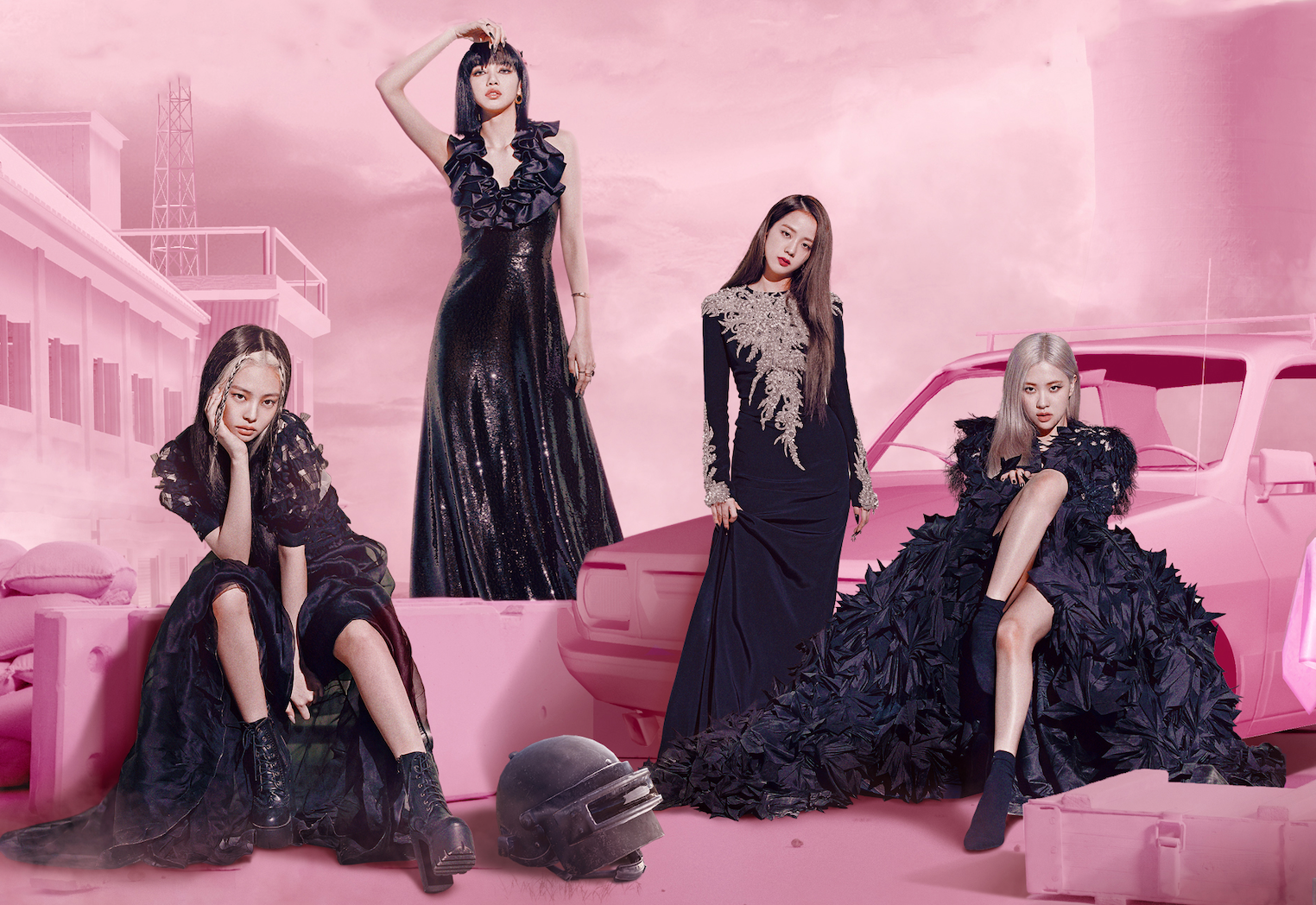
Blackpink trong một quảng cáo cho PUBG Mobile

Tại châu Á, Blackpink hợp tác cùng Samsung thực hiện nhiều chiến dịch quảng bá các sản phẩm điện tử của hãng, chẳng hạn như thử thách #danceAwesome để quảng cáo cho dòng smartphone Galaxy A. Vào tháng 8 năm 2019, Samsung đã tung ra phiên bản Blackpink đặc biệt ở Đông Nam Á cho các dòng sản phẩm bao gồm Galaxy A80, Galaxy Watch Active và Galaxy Buds. Nhóm quảng cáo Galaxy S10 + và Galaxy Buds trong video âm nhạc "Kill This Love", phát hành vào hồi tháng 4 năm 2019. Tháng 11 năm 2018, Blackpink trở thành đại diện khu vực đầu tiên cho nền tảng thương mại điện tử Shopee của Singapore trong khuôn khổ quan hệ đối tác với Tập đoàn YG tại Đông Nam Á và Đài Loan. Ngân hàng Thái Lan KBank bắt đầu hợp tác với Blackpink để mở rộng phạm vi tiếp cận với các khách hàng trẻ tuổi vào tháng 11 năm 2019. Vào năm tháng 9 năm 2020, nhóm chính thức trở thành đại diện cho Pepsi khu vực Châu Á-Thái Bình Dương. Pepsi đã cùng Blackpink đồng sản xuất những thước phim quảng cáo về công việc và cuộc sống của bốn thành viên nhằm khuấy động cộng đồng người trẻ. Với thông điệp "Chúng tôi thách thức giới hạn, chúng tôi theo đuổi sự hoàn hảo", Blackpink muốn gửi gắm tới giới trẻ rằng họ hãy sống hết mình vì đam mê, sẵn sàng từ chối những điều chưa phù hợp và dám vượt qua mọi giới hạn để theo đuổi sự hoàn hảo.
Tại Hàn Quốc, Blackpink từng là đại sứ thương hiệu hoặc người mẫu quảng bá của thương hiệu đồ thể thao Adidas, khách sạn và khu nghỉ dưỡng sang trọng Paradise City, thương hiệu kính áp tròng Olens và thương hiệu chăm sóc tóc Mise-En-Scène. Vào tháng 7 năm 2018 và tháng 8 năm 2020, nhóm đứng vị trí thứ nhất trong bảng xếp hạng thương hiệu dựa trên các phân tích của Viện Nghiên cứu Danh tiếng Hàn Quốc, trở thành nghệ sĩ nữ duy nhất làm được điều này. Blackpink trở thành đại sứ danh dự cho công ty dịch vụ hải quan Incheon Main Customs, tại đó gương mặt của họ xuất hiện trên các biểu ngữ và video được sử dụng để chào đón du khách nước ngoài tại Sân bay Quốc tế Incheon. Tháng 4 năm 2018, nhóm ký hợp đồng quảng cáo cho nhãn hiệu đồ uống Sprite Korea. Tháng 1 năm 2019, nhóm trở thành người đại diện của Woori Bank, mục đích tìm cách mở rộng phạm vi tiếp cận thị trường tiêu dùng trẻ và toàn cầu nhờ vào sự nổi tiếng của Blackpink. Nhóm cũng xác nhận và hợp tác với một số thương hiệu cao cấp khác bao gồm thương hiệu đồ thể thao Puma và Reebok, hãng thời trang cao cấp Louis Vuitton và Dior Cosmetics, thương hiệu mỹ phẩm Moonshot, thương hiệu túi xách St. Scott London và trung tâm thương mại Shibuya 109. Blackpink cũng đã hợp tác với Tokyo Girls Collection x Cecil McBee để phân phối mặt hàng của hãng tại Nhật Bản.
Năm 2020, Blackpink trở thành gương mặt đại diện của Tokopedia, một trang mua sắm trực tuyến của Indonesia, đồng thời cũng trở thành đại sứ thương hiệu của Globe Telecom, nhà cung cấp dịch vụ viễn thông lớn ở Philippines.
Năm 2021, Blackpink chính thức trở thành người đại diện ủng hộ cho các Mục tiêu Phát triển Bền vững (SDG) của Liên hợp quốc. SDG là tập hợp các mục tiêu liên kết của các cộng đồng toàn cầu, bao gồm các vấn đề chung của con người như: đói nghèo và bệnh tật, cũng như các vấn đề về môi trường, kinh tế và xã hội toàn cầu. Đồng thời, Blackpink được bổ nhiệm trở thành đại sứ quan hệ công chúng tại hội nghị Liên hợp quốc về biến đổi khí hậu (COP26).

### Hoạt động từ thiện
Tháng 12 năm 2018, Blackpink đã quyên góp số tiền thưởng mà nhóm đã nhận được trong Elle Style Awards 2018 trị giá 20 triệu won (khoảng 16.630 đô la Mỹ) cho các hộ gia đình cha mẹ đơn thân có thu nhập thấp ở Hàn Quốc. Tháng 4 năm 2019, Blackpink đã quyên góp 40 triệu won (khoảng 33.300 đô la Mỹ) cho Hiệp hội Nhịp cầu Hy vọng Cứu trợ Thảm họa Quốc gia cho các nạn nhân của vụ cháy rừng Goseong ở Hàn Quốc. Vào tháng 12 năm 2019, Lisa đã quyên góp 100.000 baht đến những nạn nhân của trận lũ lụt tại quê nhà Buriram, Thái Lan của cô. Tháng 4 năm 2020, Blackpink đã phát hành mặt nạ thông qua công ty bán hàng trực thuộc UMG là Bravado. Tất cả số tiền thu được đều được quyên góp cho sáng kiến MusiCares của Viện hàn lâm Khoa học và Nghệ thuật Thu âm Quốc gia. Sáng kiến này đã phát động một quỹ cứu trợ đối phó với đại dịch COVID-19 và tác động của nó đối với ngành công nghiệp âm nhạc. Tháng 12 năm 2020, nhóm đã tuyên bố hợp tác với Đại sứ quán Anh tại Seoul để nâng cao nhận thức về chủ đề biến đổi khí hậu trước thềm Hội nghị Liên Hợp Quốc về Biến đổi Khí hậu năm 2021. Vào ngày 25 tháng 2 năm 2021, Blacpink chính thức được chỉ định là những người ủng hộ chính thức cho COP26 tại Seoul, nơi họ nhận được lá thư cảm ơn được viết bởi Thủ tướng Vương quốc Anh, Boris Johnson, trong việc truyền bá nâng cao nhận thức của mọi người về biến đổi khí hậu. Vào ngày 23 tháng 10 năm 2021, nhóm có mặt trong đội hình cho chương trình đặc biệt của YouTube Originals mang tên "Dear Earth", tập trung vào việc khuyến khích người xem có ý thức hơn về môi trường.

## Thành viên
| Chân dung     | Nghệ danh | Nghệ danh | Tên khai sinh   | Tên khai sinh | Tên khai sinh | Tên khai sinh | Ngày sinh        | Nơi sinh              | Quốc tịch                | Vai trò                  |
| Chân dung     | Latinh    | Hangul    | Latinh          | Bản ngữ       | Hanja         | Hán Việt      | Ngày sinh        |                       | Quốc tịch                | Vai trò                  |
|               | Jisoo     | 지수      | Kim Ji-soo      | 김지수        | 金智秀        | Kim Trí Tú    | 3 tháng 1, 1995  | Gyeonggi, Hàn Quốc    | Hàn Quốc                 | Vocalist, Visual         |
|               | Jennie    | 제니      | Kim Jennie      | 김제니        | 金珍妮        | Kim Trân Ni   | 16 tháng 1, 1996 | Seoul, Hàn Quốc       | Hàn Quốc                 | Rapper, Vocalist, Dancer |
|               | Rosé      | 로제      | Park Chae-young | 박채영        | 朴彩英        | Phác Thái Anh | 11 tháng 2, 1997 | Auckland, New Zealand | Hàn Quốc · New Zealand · | Vocalist, Dancer         |
| Roseanne Park | Rosé      | 로제      | 로잔박          |               | 朴彩英        | Phác Thái Anh | 11 tháng 2, 1997 | Auckland, New Zealand | Hàn Quốc · New Zealand · | Vocalist, Dancer         |
|               | Lisa      | 리사      | Lalisa Manobal  | ลลิษา มโนบาล   | –             | –             | 27 tháng 3, 1997 | Buriram, Thái Lan     | Thái Lan                 | Dancer, Rapper, Vocalist |

Chú thích: Blackpink không có vai trò trưởng nhóm (leader) và vai trò trung tâm (center).

## Danh sách đĩa nhạc
- The Album (2020)
- Born Pink (2022)

## Danh sách phim và chương trình truyền hình
- Blackpink House (2018, V Live / YouTube / JTBC2)[326]
- YG Future Strategy Office (2018, Netflix)[327][b]
- Blackpink X Star Road (2018, V Live)
- Blackpink Diaries (2019, V Live / YouTube)
- 24/365 with Blackpink (2020, YouTube)[328]
- Blackpink: Thắp sáng bầu trời (2020, Netflix)[329]
- Blackpink: The Movie (2021, phim chiếu rạp)[330]

## Lưu diễn
Các chuyến lưu diễn
- Blackpink Arena Tour (2018)
- In Your Area World Tour (2018–2020)
- Born Pink World Tour (2022–2023)
- Blackpink 2025 World Tour (2025–2026)

Các buổi hòa nhạc
- Blackpink Japan Premium Debut Showcase (2017)
- Livestream Concert: The Show (2021)

## Giải thưởng và thành tựu

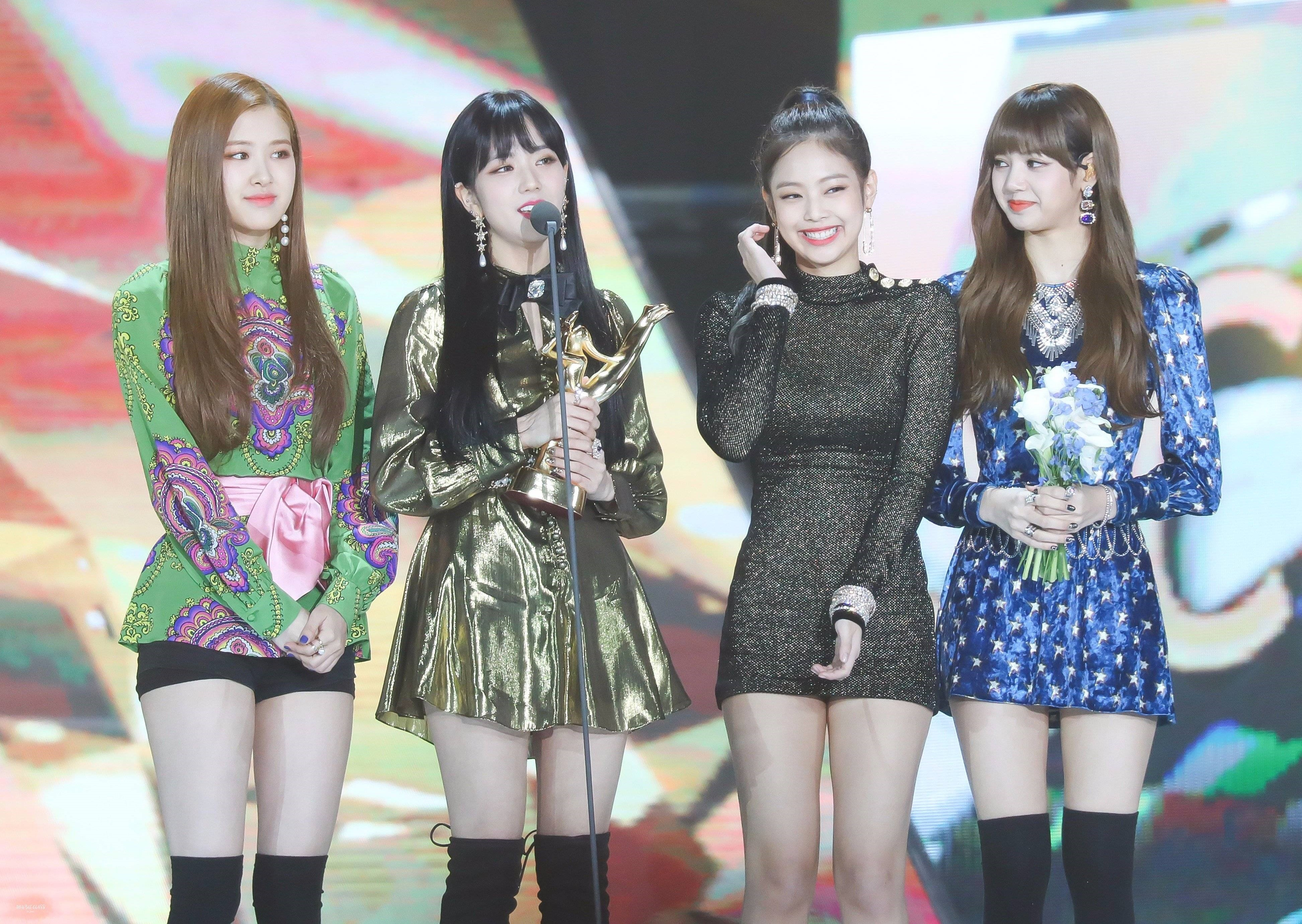
Blackpink tại lễ trao giải Đĩa Vàng lần thứ 32

Những giải thưởng mà Blackpink nhận được bao gồm 1 giải thưởng Âm nhạc Billboard, 13 giải thưởng Âm nhạc Circle Chart, 7 giải Đĩa Vàng, 11 giải MAMA, 5 giải thưởng Âm nhạc Melon, 1 giải thưởng Âm nhạc MTV Châu Âu, 4 giải Video âm nhạc của MTV, 3 giải Sự lựa chọn của Công chúng, 3 giải thưởng Âm nhạc Seoul, 1 Teen Choice Awards và 11 kỷ lục Guinness thế giới. Họ là nhóm nhạc nữ Hàn Quốc đầu tiên chiến thắng một giải Video âm nhạc của MTV và cũng là nhóm đầu tiên được đề cử tại giải Brit.
Sau khi phát hành "How You Like That" cùng với video âm nhạc của nó vào ngày 26 tháng 6 năm 2020, Blackpink đã phá vỡ 5 kỷ lục Guinness thế giới, bao gồm kỷ lục về video được xem nhiều nhất trong 24 giờ đầu tiên trên YouTube (với 86,3 triệu lượt xem) và số lượng người xem nhiều nhất cho buổi công chiếu video trên YouTube (đạt mốc 1,66 triệu người xem đồng thời cao nhất cho buổi công chiếu trực tiếp). Năm 2021, Blackpink được kỷ lục Guinness thế giới vinh danh là nhóm nhạc có nhiều lượt đăng ký nhất trên YouTube với hơn 60 triệu người đăng ký.  Đến năm 2022, Blackpink nhận thêm 3 kỷ lục Guinness thế giới nữa, đầu tiên là trở thành người chiến thắng đầu tiên ở hạng mục Màn trình diễn Metaverse xuất sắc nhất tại giải Video âm nhạc của MTV, 2 kỷ lục còn lại là trở thành nhóm nhạc nữ K-pop đầu tiên đứng đầu các bảng xếp hạng album tại Anh và Mỹ với album phòng thu thứ hai Born Pink. Năm 2023, Blackpink được kỷ lục Guinness thế giới ghi danh là nhóm nhạc nữ có nhiều lượt stream nhất trên Spotify với hơn 8,8 tỷ lượt stream. Họ cũng được kỷ lục Guinness thế giới ghi danh là kênh âm nhạc được xem nhiều nhất cho một nhóm trên YouTube với hơn 30,15 tỷ lượt xem.
Tháng 11 năm 2023, Quốc vương Charles III đã công nhận tư cách thành viên danh dự của Huân chương Đế quốc Anh (MBE) đối với 4 cô nàng Blackpink trong một buổi lễ đặc biệt được tổ chức ở Cung điện Buckingham, tại đây còn có sự tham dự của Tổng thống Hàn Quốc Yoon Suk-yeol.